# Liste der Biografien/Ken
Liste der Biografien |
Portal Biografien |
Personensuche
# |
A |
B |
C |
D |
E |
F |
G |
H |
I |
J |
K |
L |
M |
N |
O |
P |
Q |
R |
S |
T |
U |
V |
W |
X |
Y |
Z |
?
 
Ka |
Kb |
Kc |
Kd |
Ke |
Kf |
Kg |
Kh |
Ki |
Kj |
Kl |
Km |
Kn |
Ko |
Kp |
Kr |
Ks |
Kt |
Ku |
Kv |
Kw |
Ky |
Kx |
Kz
 
Kea |
Keb |
Kec |
Ked |
Kee |
Kef |
Keg |
Keh |
Kei |
Kej |
Kek |
Kel |
Kem |
Ken |
Keo |
Kep |
Ker |
Kes |
Ket |
Keu |
Kev |
Kew |
Kex |
Key |
Kez
Die Liste der Biografien führt alle Personen auf, die in der deutschsprachigen Wikipedia einen Artikel haben. Dieses ist eine Teilliste mit 762 Einträgen von Personen, deren Namen mit den Buchstaben „Ken“ beginnt.

## Ken
- Ken (* 1992), südkoreanischer Sänger und Schauspieler
- Ken Nee, Yeoh (* 1983), malaysischer Wasserspringer
- Ken, Pedro (* 1987), brasilianischer Fußballspieler
- Ken, Shirō (* 1992), japanischer Boxer

### Kena
- Kena, Moss, britischer Singer-Songwriter
- Kenah, Rich (* 1970), US-amerikanischer Leichtathlet
- Kenamun, Obervermögensverwalter im alten Ägypten zur Zeit des Neuen Reichs
- Kenan Aslanoğlu, Kenan Aslanoğlu (* 1982), türkischer Fußballspieler
- Kenan Júnior, Milton (* 1963), brasilianischer Geistlicher, römisch-katholischer Bischof von Barretos
- Kenan, Amos (1927–2009), israelischer Autor und bildender Künstler
- Kenan, Augustus Holmes (1805–1870), US-amerikanischer Politiker
- Kenan, Gil (* 1976), israelisch-amerikanischer RegisseurGil Kenan (* 1976)

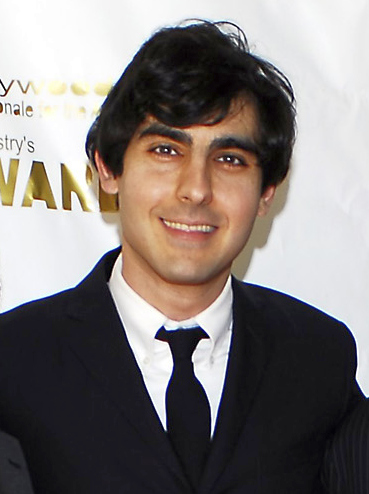
Gil Kenan (* 1976)

- Kenan, Lewis Holmes (1833–1871), amerikanischer Politiker
- Kenan, Owen Rand (1804–1887), amerikanischer Politiker
- Kenan, Randall (1963–2020), US-amerikanischer Schriftsteller
- Kenan, Thomas (1771–1843), US-amerikanischer Politiker
- Kenanoğlu, Taha (* 1996), türkischer Fußballspieler
- Kenanow, Miroslaw (* 1988), bulgarischer Biathlet
- Kenar, Antoni (1906–1959), polnischer Bildhauer und Pädagoge
- Kenar, Coşkun (* 1980), Schweizer Choreograf, Tänzer und Performer
- Kenaz, Jehoschua (1937–2020), israelischer Schriftsteller und Übersetzer

### Kenc
- Kench, Thelma (1914–1985), neuseeländische Sprinterin
- Kenckel, Detmar (1513–1584), Bürgermeister von Bremen
- Kenckel, Tilemann (* 1543), deutscher Jurist und Ratssekretär der Hansestadt Lübeck

### Kend
- Kenda Ntumba, Sébastien (* 1960), kongolesischer Geistlicher, römisch-katholischer Bischof von Tshilomba
- Kenda, Jakob J. (* 1973), slowenischer Übersetzer, Literaturwissenschaftler und Schriftsteller
- Kenda, Michael (* 1975), österreichischer Drehbuchautor
- Kenda, Roland (1941–2015), deutscher Schauspieler, Ensemblemitglied des Wiener Burgtheaters
- Kendagor, Jacob (* 1984), kenianischer Langstreckenläufer
- Kendal, John († 1501), englischer Ritter des Johanniterordens
- Kendal, Madge (1848–1935), britische Theaterschauspielerin
- Kendall, Amos (1789–1869), US-amerikanischer Politiker
- Kendall, Barbara (* 1967), neuseeländische Windsurferin
- Kendall, Bobby, US-amerikanisches Model und Schauspieler
- Kendall, Bruce (* 1964), neuseeländischer Windsurfer
- Kendall, Bruce B. (1919–2012), US-amerikanischer Politiker
- Kendall, Carol (1917–2012), US-amerikanische Schriftstellerin
- Kendall, Charles West (1828–1914), US-amerikanischer Politiker
- Kendall, David George (1918–2007), englischer Statistiker und Autorität auf dem Gebiet der Angewandten Wahrscheinlichkeit und der Datenanalyse
- Kendall, Edward Calvin (1886–1972), US-amerikanischer Biochemiker
- Kendall, Elizabeth (* 1945), US-amerikanische Autorin
- Kendall, Elizabeth (* 1971), britische Politikerin, Mitglied des House of Commons
- Kendall, Elva R. (1893–1968), US-amerikanischer Politiker
- Kendall, Frank (* 1949), US-amerikanischer Rüstungsexperte, politischer Beamter
- Kendall, Hannah (* 1984), britische Komponistin
- Kendall, Henry (1839–1882), australischer Schriftsteller
- Kendall, Henry Way (1926–1999), US-amerikanischer Physiker und Träger des Nobelpreises für Physik
- Kendall, Howard (1946–2015), englischer Fußballspieler und -trainer
- Kendall, Ian (1947–2010), englischer Fußballspieler
- Kendall, Jo (1940–2022), britische Schauspielerin
- Kendall, John W. (1834–1892), US-amerikanischer Politiker
- Kendall, Jonas (1757–1844), US-amerikanischer Politiker
- Kendall, Joseph G. (1788–1847), US-amerikanischer Politiker
- Kendall, Joseph M. (1863–1933), US-amerikanischer Politiker
- Kendall, Kay (1927–1959), britische Schauspielerin
- Kendall, Kenneth (1924–2012), britischer Nachrichtensprecher
- Kendall, Kerri (* 1971), US-amerikanische Schauspielerin und Model
- Kendall, Konner (* 1997), US-amerikanischer Fußballspieler (Amerikanische Jungferninseln)
- Kendall, Larcum (1719–1790), britischer Uhrmacher
- Kendall, Levon (* 1984), kanadischer Basketballspieler
- Kendall, Mark (1958–2008), walisischer Fußballtorwart
- Kendall, Maurice George (1907–1983), britischer Statistiker
- Kendall, Nathan E. (1868–1936), US-amerikanischer Politiker
- Kendall, Oswald (1880–1957), englischer Schriftsteller
- Kendall, Paul W. (1898–1983), US-amerikanischer Offizier, Generalleutnant der US-Army
- Kendall, Samuel Austin (1859–1933), US-amerikanischer Politiker
- Kendall, Suzy (* 1944), englische Schauspielerin
- Kendall, Thomas (1778–1832), englisch-neuseeländischer Missionar und Linguist
- Kendall, Tommy (* 1966), US-amerikanischer Autorennfahrer
- Kendall, Tony (1936–2009), italienischer Schauspieler
- Kende, István (1917–1988), ungarischer Friedensforscher
- Kende, János (* 1941), ungarischer Kameramann
- Kende, Omri (* 1986), israelischer Fußballspieler
- Kende, Samuel (1858–1928), österreichischer Kunsthändler, Auktionator und Antiquar
- Kendebaios, seleukidischer Feldherr
- Kendeffy, Eva Alexandra Gräfin (* 1948), deutsche Diplomatin
- Kender, Kaur (* 1971), estnischer Schriftsteller
- Kenderesi, Tamás (* 1996), ungarischer Schwimmer
- Kendi, Ibram X. (* 1982), US-amerikanischer Rassismusforscher
- Kendi, Ludovik (* 1976), rumänisch-ungarischer Opernsänger (Belcanto-Bariton)
- Kendirci, Şahin (* 2002), türkischer Schauspieler und Musiker
- Kendlinger, Matthias Georg (* 1964), österreichischer Musiker, Dirigent und Komponist
- Kendon, Adam (1934–2022), Experte auf dem Gebiet der Gestik
- Kendra, Alexis (* 1983), US-amerikanische Schauspielerin, Filmproduzentin und Drehbuchautorin
- Kendrew, Douglas (1910–1989), britischer Generalmajor der British Army, Rugbyspieler und Gouverneur von Western Australia
- Kendrew, John Cowdery (1917–1997), britischer Biochemiker und Molekularbiologe und Nobelpreisträger für Chemie
- Kendrick, Alex (* 1970), US-amerikanischer Schauspieler, Autor und Regisseur
- Kendrick, Anna (* 1985), US-amerikanische SchauspielerinAnna Kendrick (* 1985)

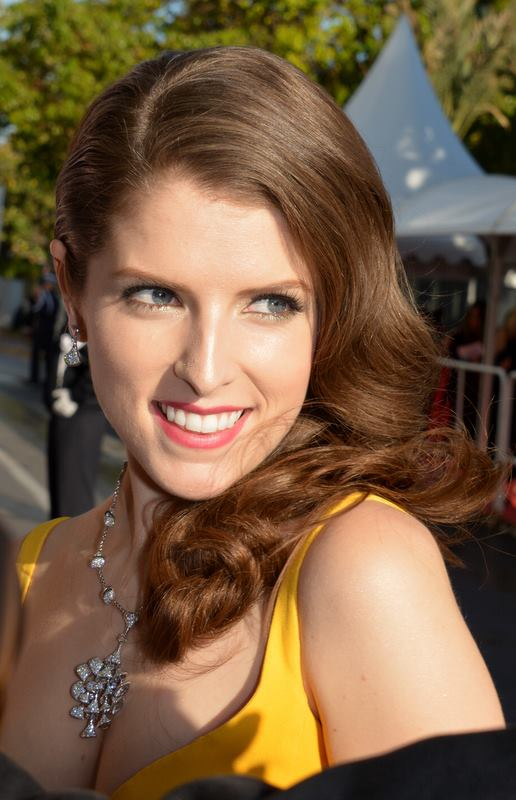
Anna Kendrick (* 1985)

- Kendrick, Asahel C. (1809–1895), US-amerikanischer Klassischer Philologe und Autor
- Kendrick, Baynard (1894–1977), US-amerikanischer Schriftsteller
- Kendrick, Brian (* 1979), US-amerikanischer Wrestler
- Kendrick, Derion (* 2000), US-amerikanischer American-Football-Spieler
- Kendrick, Ellie (* 1990), britische SchauspielerinEllie Kendrick (* 1990)

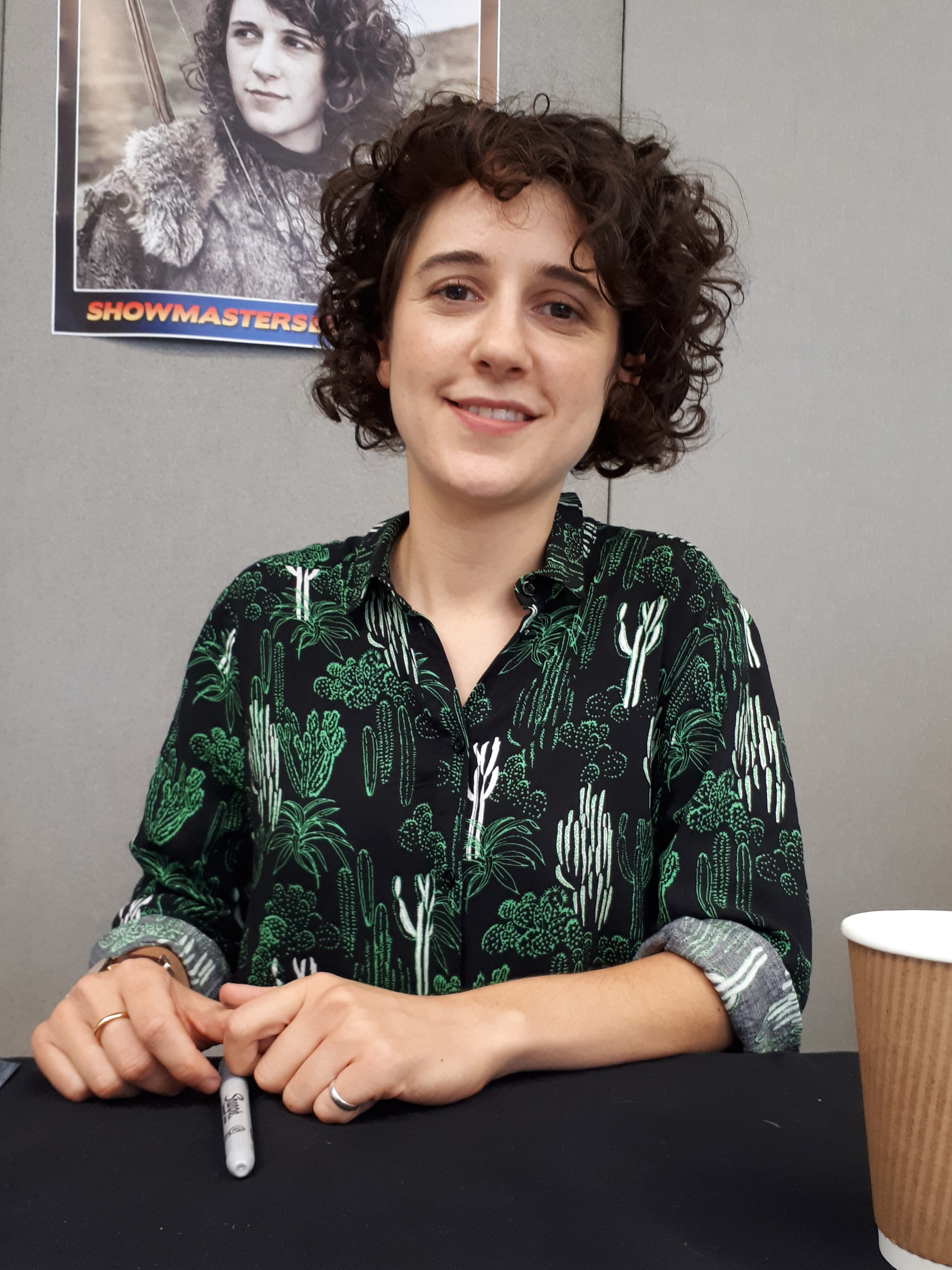
Ellie Kendrick (* 1990)

- Kendrick, Graham (* 1950), britischer Lobpreis- und Anbetungs-Musiker
- Kendrick, Green (1798–1873), US-amerikanischer Politiker
- Kendrick, Jenson (* 2001), englischer Snookerspieler
- Kendrick, John B. (1857–1933), US-amerikanischer Politiker
- Kendrick, Mel (* 1949), amerikanischer Bildhauer
- Kendrick, Pearl (1890–1980), US-amerikanische Bakteriologin
- Kendrick, Robert (* 1979), US-amerikanischer Tennisspieler
- Kendrick, Rodney (* 1960), amerikanischer Jazzpianist, Komponist und Musikproduzent
- Kendrick, Thomas (1881–1972), britischer Nachrichtendienstler
- Kendricks, Cap (* 1989), deutscher Musikproduzent
- Kendricks, Eddie (1939–1992), US-amerikanischer Soulsänger
- Kendricks, Eric (* 1992), US-amerikanischer American-Football-Spieler
- Kendricks, Sam (* 1992), US-amerikanischer Stabhochspringer
- Kendzia, Ernst (1894–1950), deutscher Verwaltungsbeamter
- Kendzia, Karl (1897–1973), deutscher Schauspieler, Regisseur und Intendant
- Kendzia, Rudolf (* 1938), deutscher Politiker (NPD, REP, DLVH) und Herausgeber, MdA
- Kendziora, Alfred (1925–2011), deutscher Offizier, zuletzt im Dienstgrad eines Brigadegenerals der Bundeswehr
- Kendziora, Monika (* 1994), deutsche Bahnradsportlerin

### Kene
- Keneally, Gavin (1933–2020), australischer Politiker, Abgeordneter
- Keneally, Kristina (* 1968), australische Politikerin
- Keneally, Mike (* 1961), US-amerikanischer Musiker
- Keneally, Thomas (* 1935), australischer SchriftstellerThomas Keneally (* 1935)

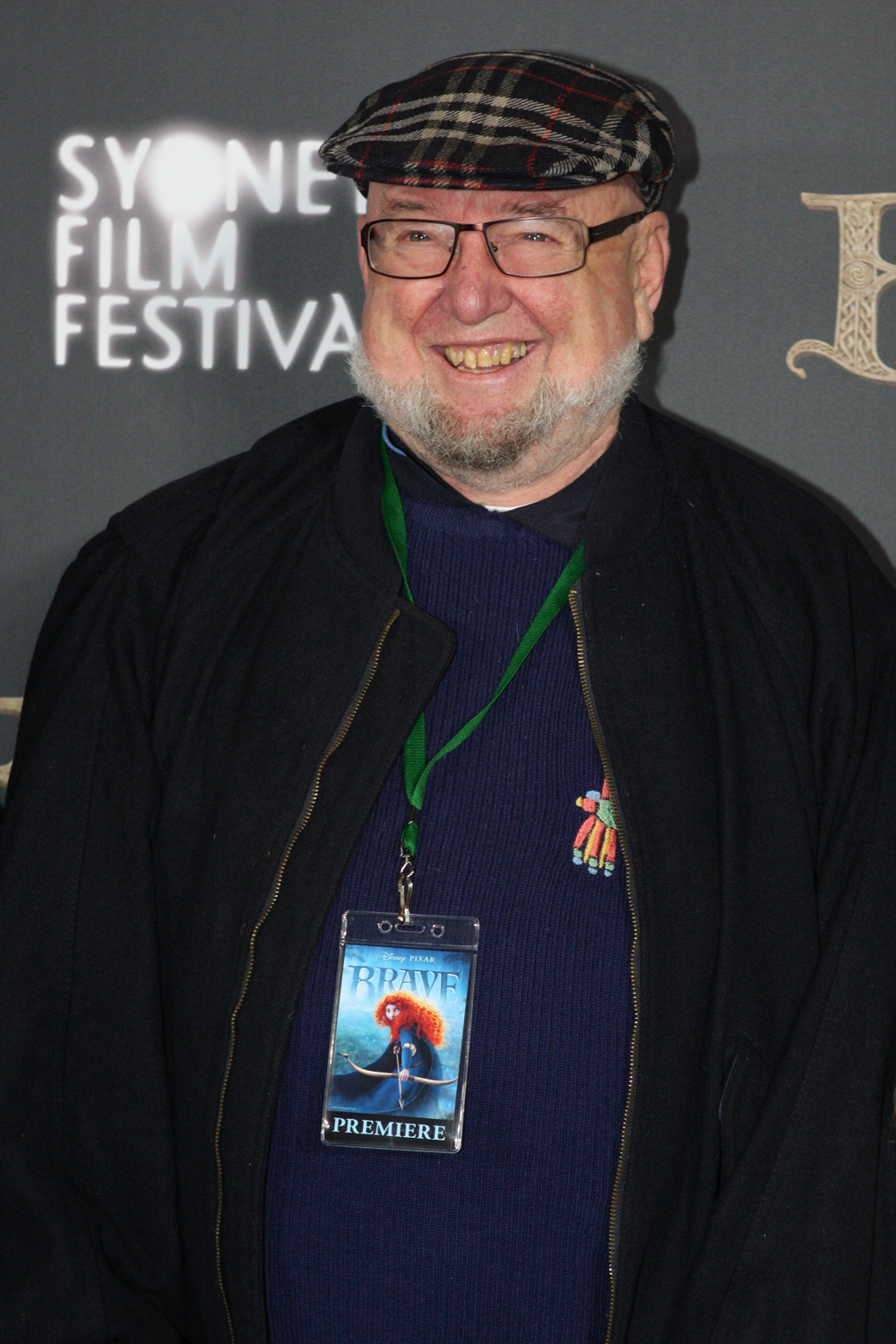
Thomas Keneally (* 1935)

- Kenealy, Anselm Edward John (1864–1943), walisischer römisch-katholischer Geistlicher und Kapuziner
- Kenedy (* 1996), brasilianischer Fußballspieler
- Kenedy, Daniel (* 1974), portugiesischer Fußballspieler
- Kenedy, Kyla (* 2003), US-amerikanische Schauspielerin
- Kenefick, John C. (1921–2011), US-amerikanischer Eisenbahnmanager
- Kenei, Kiprotich (* 1978), kenianischer Marathonläufer
- Kenen, Isaiah L. (1905–1988), US-amerikanischer Zionist
- Kenen, Peter B. (1932–2012), US-amerikanischer Ökonom und Publizist
- Kener, Kira (* 1974), US-amerikanische Stripperin, Fotomodell und PornodarstellerinKira Kener (* 1974)

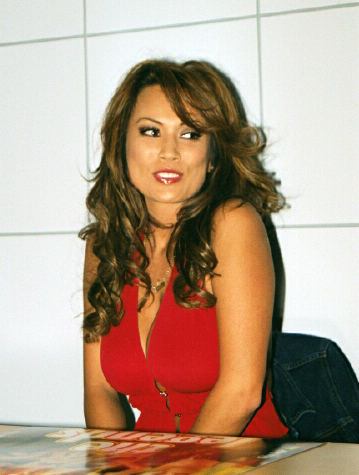
Kira Kener (* 1974)

- Keneschow, Dias (* 1985), kasachischer Biathlet
- Kenesei, Günter (* 1959), österreichischer Politiker, Landtagsabgeordneter und Gemeinderat
- Kenessei, András (* 1942), ungarischer Kunsthistoriker, Schriftsteller, Journalist
- Kenewendo, Bogolo (* 1987), botswanische Politikerin und Wirtschaftswissenschaftlerin
- Kenéz Heka, Etelka (1936–2024), ungarische Schriftstellerin, Poetin und Sängerin
- Kenéz, Csaba János (* 1942), ungarisch-deutscher Historiker
- Kenéz, György (* 1956), ungarischer Wasserballspieler
- Kenez, Peter (* 1937), US-amerikanischer Historiker

### Keng
- Keng, Vannsak (1925–2008), kambodschanischer Philosoph und Linguist
- Kengeschbekow, Nursultan (* 2000), kirgisischer Leichtathlet
- Kengeter, Carsten (* 1967), deutscher Manager
- Ķeņģis, Edvīns (* 1959), lettischer Schachspieler und -trainer
- Kengo Wa Dondo (* 1935), kongolesischer Premierminister
- Kengyel, Miklós (1953–2017), ungarischer Jurist und Hochschullehrer

### Keni
- Keni, Jenny (* 1982), salomonische Sprinterin
- Kenicius, Petrus (1555–1636), schwedischer Theologe und Erzbischof
- Kenig, Ariel (* 1983), französischer Schriftsteller
- Kenig, Carlos (* 1953), US-amerikanischer Mathematiker
- Kenig, Eugeny (* 1957), russisch-deutscher Wissenschaftler
- Kenig, Jan Ignacy (1822–1880), polnisch-russischer Verkehrsingenieur und Brückenbau-Ingenieur
- Kenig, Nikolina (* 1968), nordmazedonische Psychologin
- Kenig, Wladimir (1883–1929), polnischer Komponist
- Kenigson, Wladimir Wladimirowitsch (1907–1986), sowjetischer Schauspieler und Synchronsprecher
- Kenika (* 1990), deutscher Musiker, Musikproduzent und Designer
- Kenilorea, Peter (1943–2016), salomonischer Politiker, Premierminister der Salomonen
- Kenilorea, Peter Jr., salomonischer Politiker
- Kenin, Alexa (1962–1985), US-amerikanische Schauspielerin
- Kenin, Sofia (* 1998), US-amerikanische TennisspielerinSofia Kenin (* 1998)

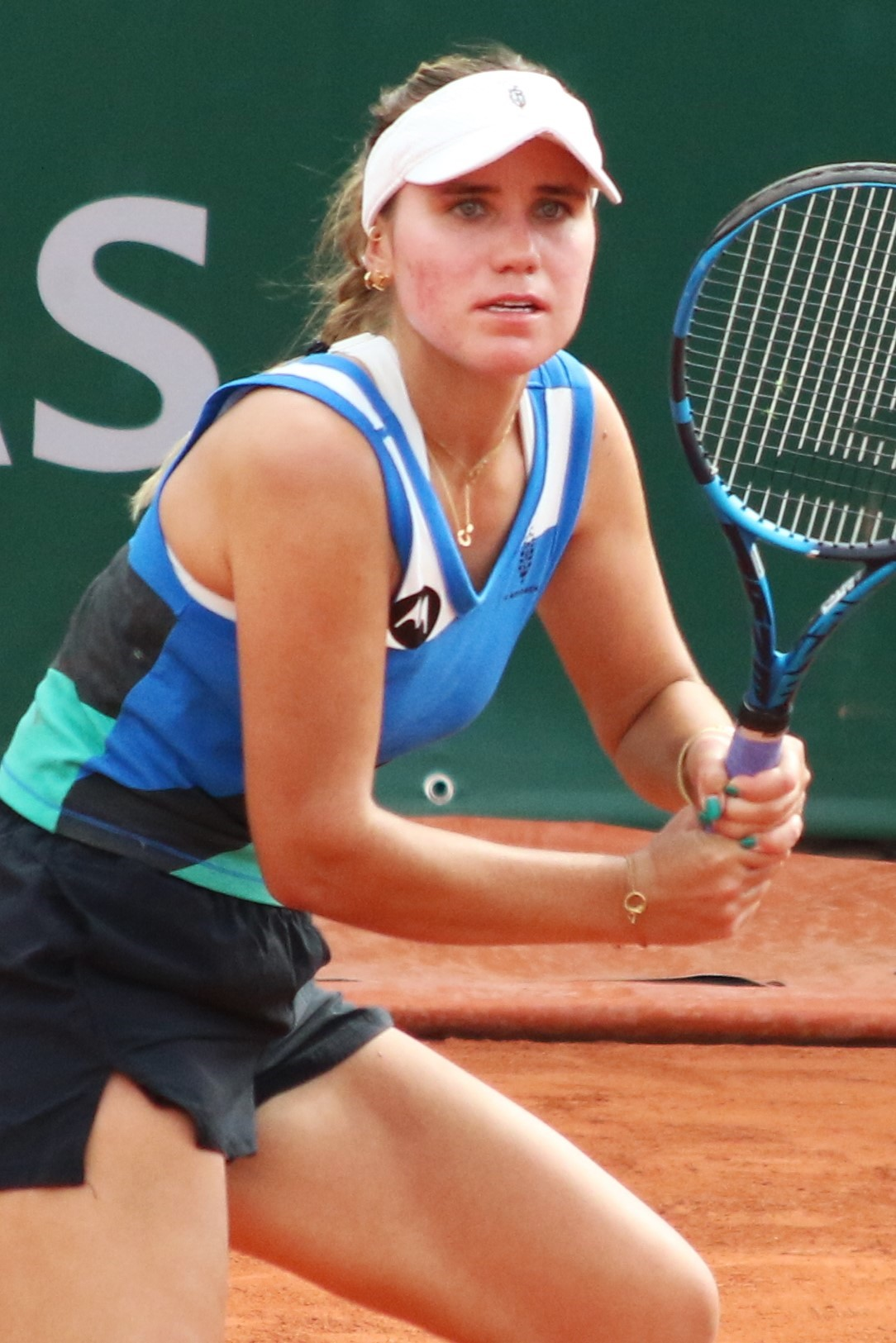
Sofia Kenin (* 1998)

- Kenin-Lopsan, Mongusch Borachowitsch (1925–2022), russischer Historiker, Schriftsteller und Dichter
- Ķēniņš, Ronalds (* 1991), lettischer Eishockeyspieler
- Ķeniņš, Tālivaldis (1919–2008), kanadischer Komponist und Musikpädagoge
- Kenio, Jackson (* 1999), brasilianischer Fußballspieler
- Kenion, J. Graham (1871–1942), britischer Segler
- Keniston, Hayward (1883–1970), US-amerikanischer Romanist und Hispanist
- Keniston, Kenneth (1930–2020), US-amerikanischer Sozialpsychologe
- Kenitz, Christian Ludwig von (1724–1797), preußischer Generalleutnant, Chef des Regiments Kenitz zu Fuß
- Kenížová, Zuzana (* 1979), slowakische Badmintonspielerin

### Kenj
- Kenjaev, Zokhid (* 1992), usbekischer Tischtennisspieler
- Kenjaikin, Alexei Nikolajewitsch (* 1998), russischer Fußballspieler
- Kenji, Alex, italienischer DJ und Produzent

### Kenk
- Kenkel, Eduard (1876–1945), deutscher Journalist und Politiker (DNVP), MdL
- Kenkel, Frauke (* 1978), deutsche Klassische Archäologin
- Kenkel, Friedrich (1885–1948), deutscher Pädagoge und erster Leiter der Pädagogischen Akademie in Vechta
- Kenkhuis, Johan (* 1980), niederländischer Schwimmer
- Kenklies, Ulf (* 1941), deutscher Sänger, lyrischer Tenor und Chorleiter
- Kenkmann, Alfons (* 1957), deutscher Historiker und Hochschullehrer

### Kenl
- Kenley-Letts, Ruth (* 1958), britische Filmproduzentin

### Kenm
- Kenmotsu, Bob, US-amerikanischer Jazzmusiker (Tenorsaxophon, Sopransaxophon, auch Flöte, Komposition)
- Kenmotsu, Eizō (* 1948), japanischer Kunstturner

### Kenn
- Kenn, Johann Joseph (1757–1840), deutscher Hornist
- Kenn, Jürgen, deutsch-luxemburgischer Springreiter
- Kenn, Karl Heinz (1926–2000), deutscher Politiker (SPD), MdL
- Kenn, Mike (* 1956), US-amerikanischer American-Football-Spieler

#### Kenna
- Kenna, US-amerikanischer Musiker
- Kenna, Jeff (* 1970), irischer Fußballspieler und aktueller -trainer
- Kenna, John E. (1848–1893), US-amerikanischer Politiker
- Kenna, Michael (* 1953), britischer Landschaftsfotograf
- Kenna, Rebecca (* 1989), englische English-Billiards- und Snookerspielerin
- Kennamer, Franklin Elmore (1879–1960), US-amerikanischer Jurist und Politiker
- Kennan, George (1845–1924), US-amerikanischer Forschungsreisender
- Kennan, George F. (1904–2005), US-amerikanischer Historiker und DiplomatGeorge F. Kennan (1904–2005)

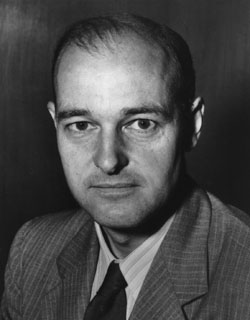
George F. Kennan (1904–2005)

- Kennan, Kent (1913–2003), US-amerikanischer Komponist und Musikpädagoge
- Kennard, Earle Hesse (1885–1968), US-amerikanischer Physiker
- Kennard, Gaby (* 1944), australische Pilotin
- Kennard, Howard William (1878–1955), britischer Botschafter
- Kennard, Jonathan (* 1985), britischer Rennfahrer
- Kennard, Luke (* 1996), US-amerikanischer Basketballspieler
- Kennard, Massie († 1986), US-amerikanischer Kirchenreformer
- Kennard, William (* 1957), US-amerikanischer Diplomat
- Kennaugh, Peter (* 1989), britischer Radrennfahrer
- Kennaway, Ernest (1881–1958), britischer Mediziner (Pathologie)
- Kennaway, James (1928–1968), britischer Schriftsteller und Drehbuchautor
- Kennaway, Jane (* 1955), britische Singer-Songwriterin und Gitarristin
- Kennaway, Joe (1907–1969), kanadischer Fußballtorwart

#### Kenne
- Kenne, Albert von (1918–2000), deutscher Jurist
- Kenne, William (1892–1983), deutscher Fotograf mit eigenem Ansichtskartenverlag

##### Kennea
- Kenneally, Billy (1925–2009), irischer Politiker (Fianna Fáil)
- Kenneally, Brendan (* 1955), irischer Politiker (Fianna Fáil), Teachta Dála
- Kenneally, Brian (* 1975), irischer Straßenradrennfahrer
- Kenneally, Paddy (1916–2009), australischer Soldat und Aktivist
- Kennealy-Morrison, Patricia (1946–2021), US-amerikanische Schriftstellerin und Journalistin

##### Kenned
- Kennedy Clark, Sophie (* 1990), britische Schauspielerin
- Kennedy Lawford, Patricia (1924–2006), US-amerikanische Person der Kennedy-Familie
- Kennedy Martin, Troy (1932–2009), britischer Drehbuchautor
- Kennedy Onassis, Jacqueline (1929–1994), US-amerikanische Journalistin, First Lady, Reedersgattin und LektorinJacqueline Kennedy Onassis (1929–1994)

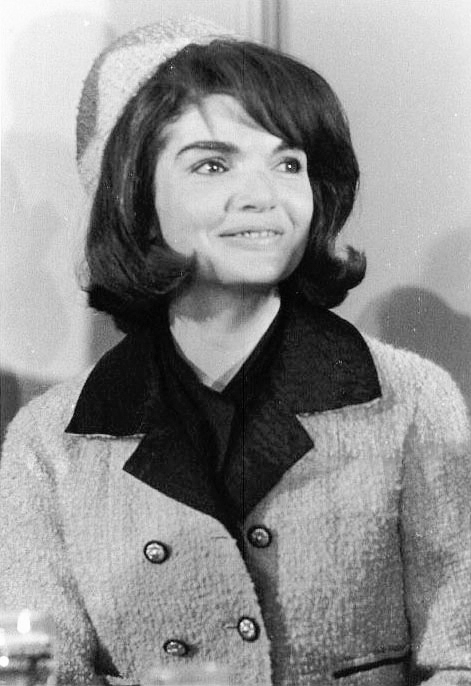
Jacqueline Kennedy Onassis (1929–1994)

- Kennedy, A. L. (* 1965), britische Schriftstellerin
- Kennedy, Adrienne (* 1931), US-amerikanische Autorin, Dramatikerin und Produzentin
- Kennedy, Alan (* 1954), englischer Fußballspieler
- Kennedy, Alanna (* 1995), australische Fußballspielerin
- Kennedy, Alicia, Baroness Kennedy of Cradley (* 1969), britische Politikerin (Labour Party)
- Kennedy, Ambrose (1875–1967), US-amerikanischer Politiker
- Kennedy, Ambrose Jerome (1893–1950), US-amerikanischer Politiker
- Kennedy, Andrew (1810–1847), US-amerikanischer Politiker
- Kennedy, Angela (* 1976), australische Schwimmerin
- Kennedy, Anthony (1810–1892), US-amerikanischer Politiker
- Kennedy, Anthony (* 1936), US-amerikanischer BundesrichterAnthony Kennedy (* 1936)

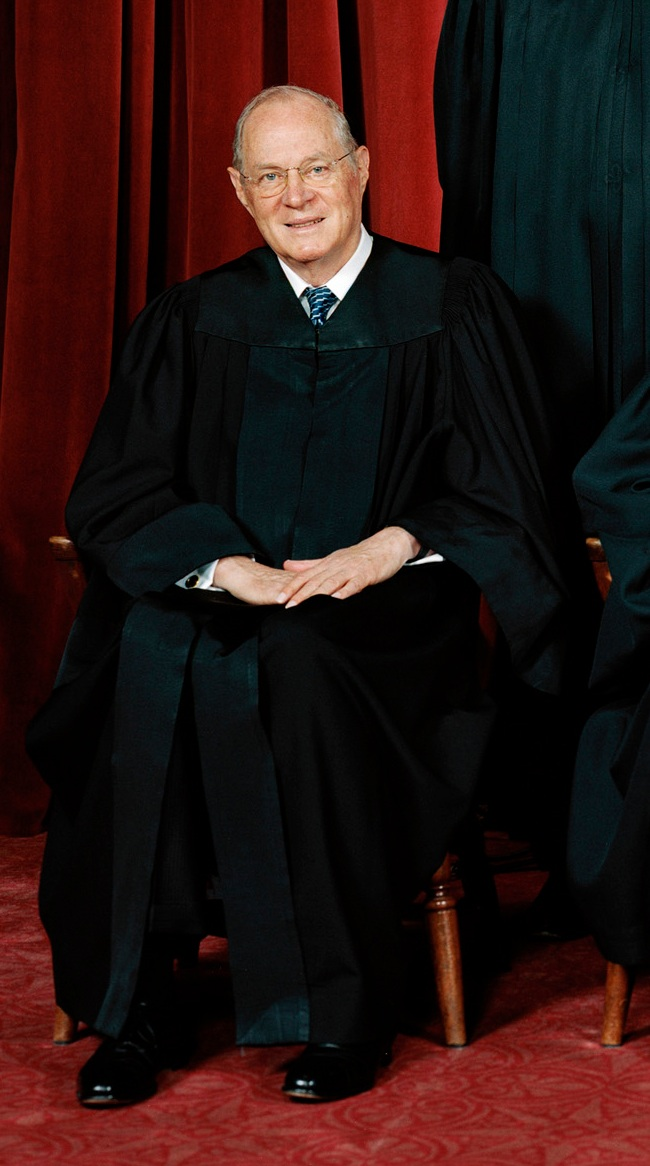
Anthony Kennedy (* 1936)

- Kennedy, Archibald, 1. Marquess of Ailsa (1770–1846), britischer Peer und Politiker
- Kennedy, Archibald, 8. Marquess of Ailsa (1956–2015), schottisch-britischer Peer und Politiker
- Kennedy, Arthur (1914–1990), US-amerikanischer Schauspieler
- Kennedy, Arthur (* 1942), US-amerikanischer Geistlicher, emeritierter Weihbischof in Boston
- Kennedy, Arthur Edward (1809–1883), britischer Kolonialbeamter
- Kennedy, Bap (1962–2016), britischer Sänger, Songwriter und Gitarrist
- Kennedy, Beate (* 1962), deutsche Germanistin
- Kennedy, Bill (* 1966), US-amerikanischer Basketballschiedsrichter
- Kennedy, Bob, US-amerikanischer Maschinenbauingenieur und Politiker
- Kennedy, Bob (* 1970), US-amerikanischer Langstreckenläufer
- Kennedy, Bobby (1937–2025), schottischer Fußballspieler und -trainer
- Kennedy, Brian (* 1966), nordirischer Sänger
- Kennedy, Burt (1922–2001), US-amerikanischer Drehbuchautor und Regisseur
- Kennedy, Cameron (* 1993), kanadischer Schauspieler
- Kennedy, Caroline (* 1957), US-amerikanische Autorin und Diplomatin, Tochter von John F. KennedyCaroline Kennedy (* 1957)

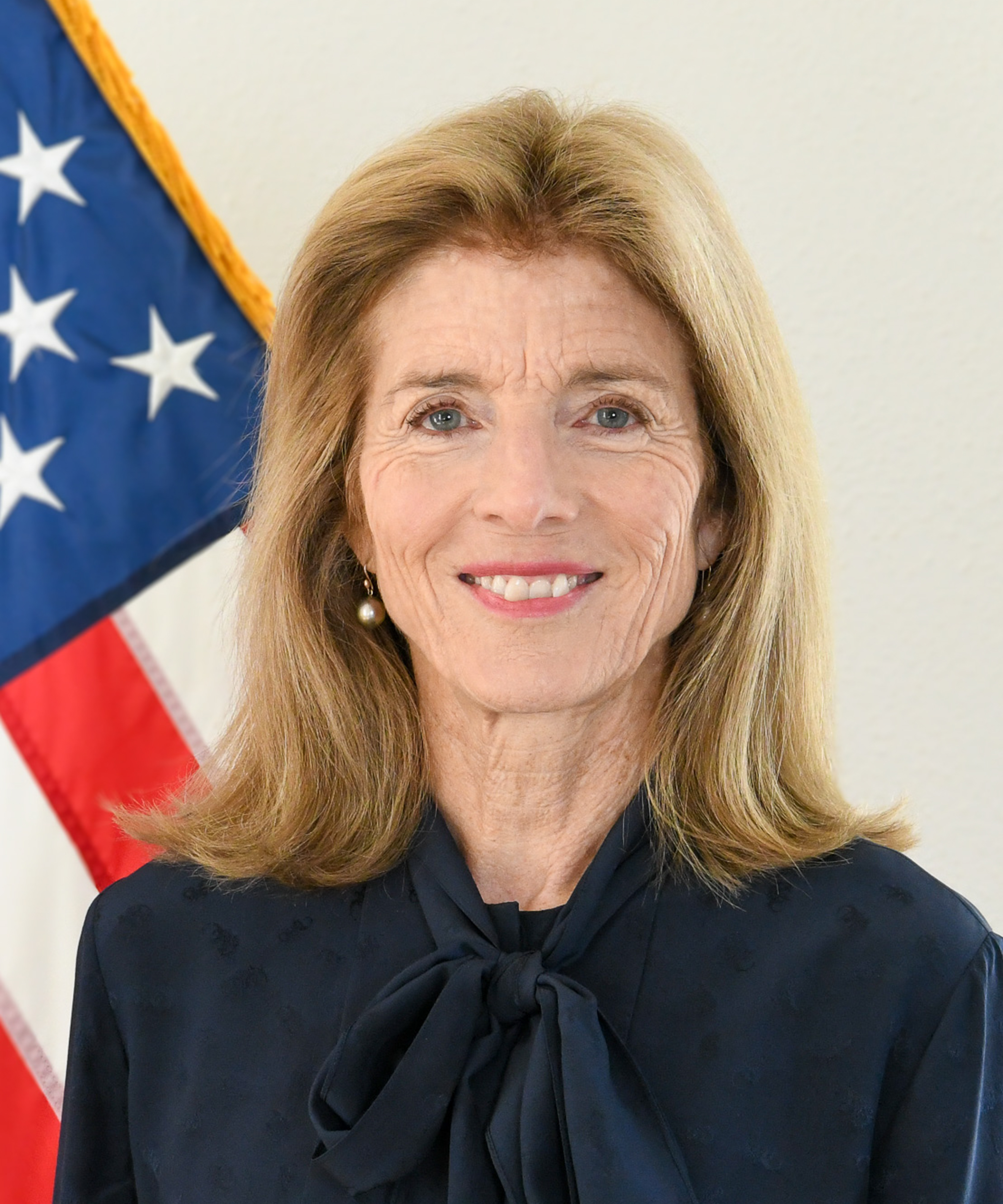
Caroline Kennedy (* 1957)

- Kennedy, Carrie (1862–1915), US-amerikanische Modeschöpferin
- Kennedy, Charles (1959–2015), britischer Politiker, Mitglied des House of Commons, Vorsitzender der britischen Liberaldemokraten
- Kennedy, Charles A. (1869–1951), US-amerikanischer Politiker
- Kennedy, Charlie (1927–2009), US-amerikanischer Jazzmusiker
- Kennedy, Clarice (1910–1998), australische Hürdenläuferin und Speerwerferin
- Kennedy, Cortez (1968–2017), US-amerikanischer American-Football-Spieler
- Kennedy, Cory (* 1990), US-amerikanisches It-Girl
- Kennedy, Cory (* 1990), US-amerikanischer Skateboarder
- Kennedy, D. J. (* 1989), US-amerikanischer Basketballspieler
- Kennedy, Daisy (1893–1981), australische Violinistin
- Kennedy, Dan (* 1982), amerikanischer Fußballtorhüter
- Kennedy, Dave (* 1953), irischer Autorennfahrer
- Kennedy, David (* 1976), US-amerikanischer Gitarrist, Sänger und Songwriter
- Kennedy, David A. (1955–1984), US-amerikanischer Politikersohn, Eltern Robert F. Kennedy und Ethel Skakel-Kennedy
- Kennedy, David L. (* 1948), britisch-australischer Provinzialrömischer Archäologe, Luftbildarchäologe und Professor
- Kennedy, David M. (1905–1996), US-amerikanischer Geschäftsmann, Diplomat und Politiker
- Kennedy, David M. (* 1941), US-amerikanischer Historiker
- Kennedy, Dean (* 1963), kanadischer Eishockeyspieler
- Kennedy, Declan (* 1934), irischer Architekt
- Kennedy, Dermot (* 1991), irischer Singer-SongwriterDermot Kennedy (* 1991)

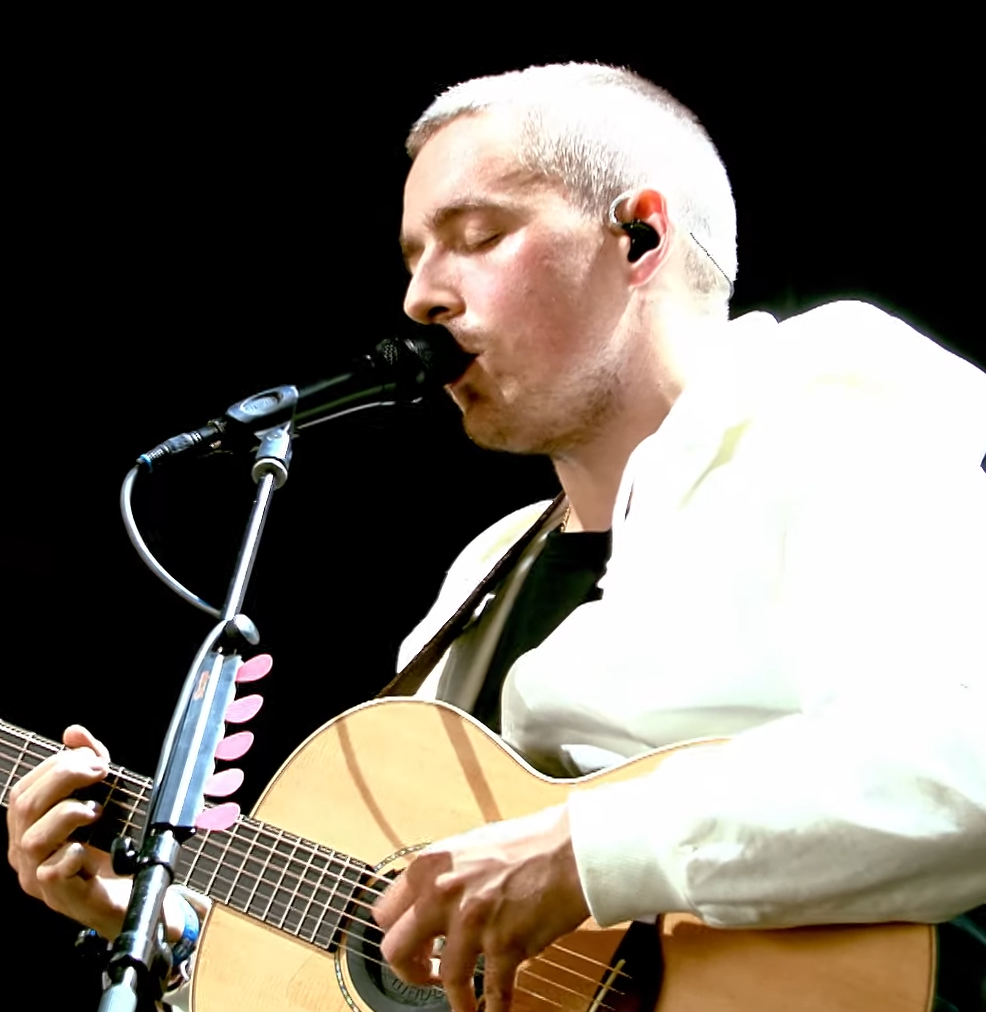
Dermot Kennedy (* 1991)

- Kennedy, Donald (1931–2020), US-amerikanischer Biologe und Herausgeber
- Kennedy, Douglas (1915–1973), US-amerikanischer Schauspieler
- Kennedy, Douglas (* 1955), US-amerikanischer Schriftsteller
- Kennedy, Douglas Harriman (* 1967), US-amerikanischer Journalist
- Kennedy, Duncan (* 1967), US-amerikanischer Rennrodler
- Kennedy, Eamonn L. (1921–2000), irischer Diplomat
- Kennedy, Eddie (* 1960), irischer FineArt-Künstler
- Kennedy, Edgar (1890–1948), US-amerikanischer Filmschauspieler und Filmregisseur
- Kennedy, Edmund (1818–1848), britisch-australischer Entdecker
- Kennedy, Edward (1932–2009), US-amerikanischer PolitikerEdward Kennedy (1932–2009)

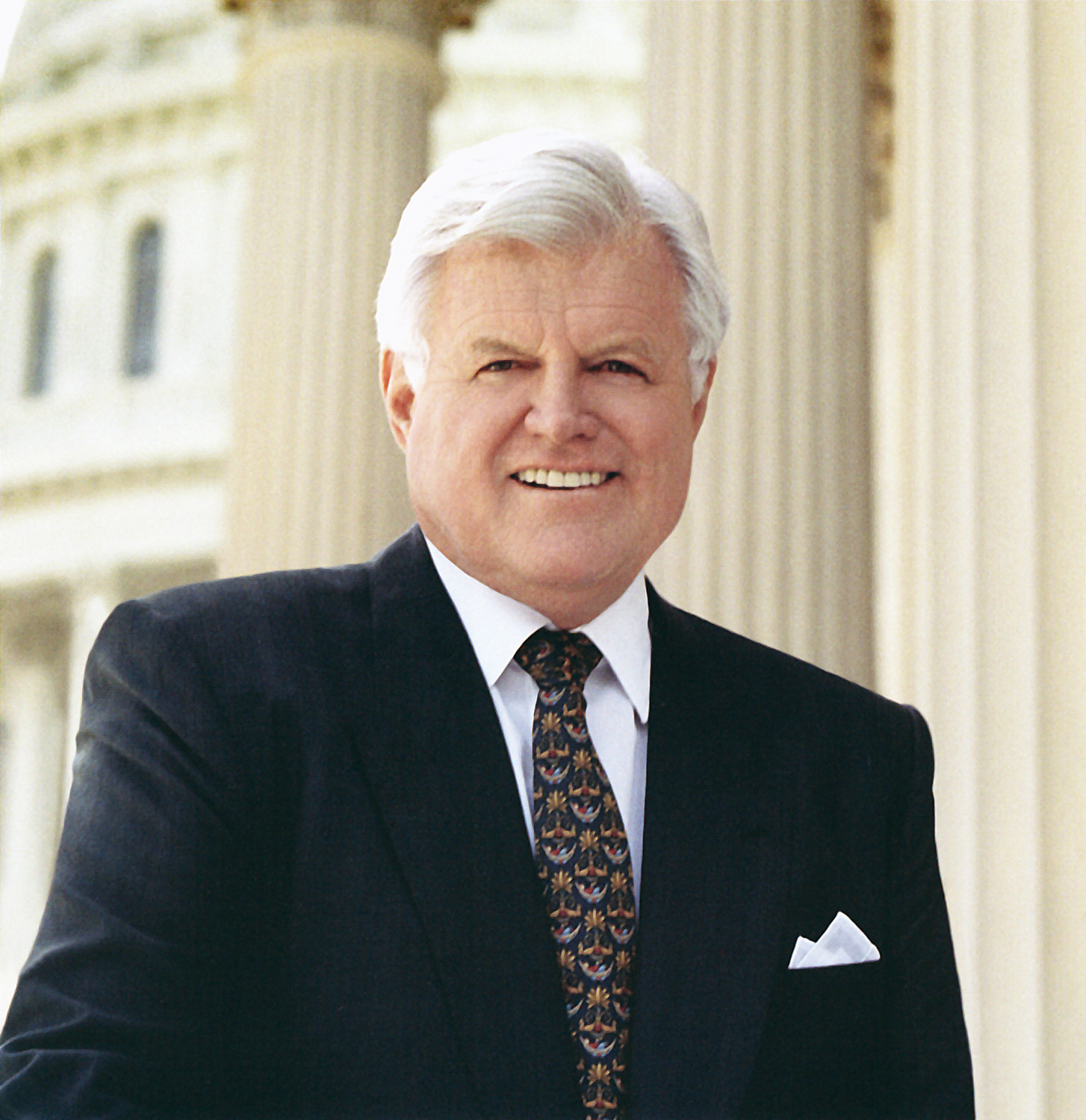
Edward Kennedy (1932–2009)

- Kennedy, Edward Stewart (1912–2009), US-amerikanischer Astronomiehistoriker
- Kennedy, Eliot, englischer Songwriter und Musikproduzent
- Kennedy, Elizabeth Lapovsky (* 1939), US-amerikanische Autorin, Frauenrechtlerin und Amerikanist
- Kennedy, Emma (* 1967), britische Autorin, Schauspielerin und Fernsehmoderatorin
- Kennedy, Erin (* 1992), britische Ruderin
- Kennedy, Ethel (1928–2024), amerikanische Menschenrechtsaktivistin, Ehefrau Robert F. Kennedys
- Kennedy, Eugene (1919–2011), US-amerikanischer Biochemiker
- Kennedy, Eugene (1928–2015), US-amerikanischer Psychologe und Autor
- Kennedy, Florynce (1916–2000), US-amerikanische Aktivistin, Bürgerrechtlerin und Frauenrechtlerin
- Kennedy, Fred (1902–1963), englischer Fußballspieler
- Kennedy, George (1925–2016), US-amerikanischer SchauspielerGeorge Kennedy (1925–2016)

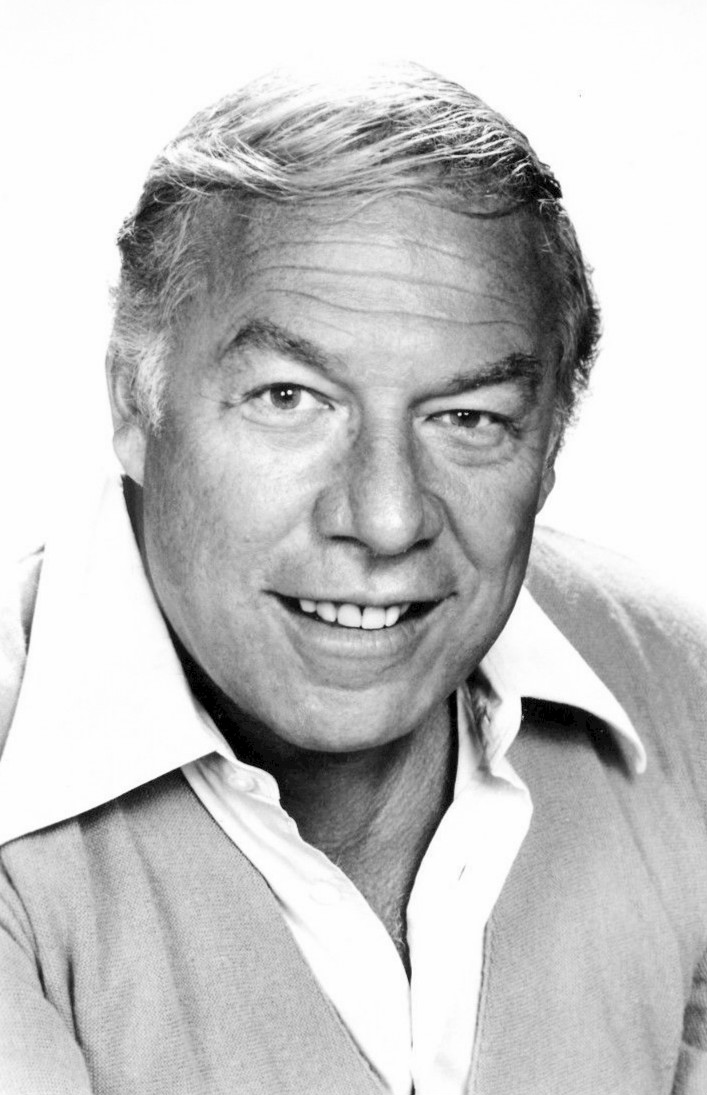
George Kennedy (1925–2016)

- Kennedy, George A. (1901–1960), US-amerikanischer Sinologe
- Kennedy, George O’Brien (1912–1998), irischer Bootsbauer und Yachtkonstrukteur
- Kennedy, Georgina (* 1997), englische Squashspielerin
- Kennedy, Geraldine (* 1951), irische Journalistin und Politikerin
- Kennedy, Gerard (1932–2025), australischer Schauspieler
- Kennedy, Gordon (* 1958), schottischer Schauspieler
- Kennedy, Gordon (* 1968), dänisch-schottischer Schauspieler, Drehbuchautor, Regisseur und Musiker
- Kennedy, Grace (1782–1825), schottische Schriftstellerin
- Kennedy, Harrison (* 1989), liberianisch-österreichischer Fußballspieler
- Kennedy, Helena, Baroness Kennedy of The Shaws (* 1950), britische Rechtsanwältin und Politikerin, Abgeordnete im House of Lords (Labour Party)
- Kennedy, Henry Joseph (1915–2003), australischer Priester, Bischof von Armidale
- Kennedy, Hubert (* 1931), US-amerikanischer Mathematiker, Sachbuchautor und LGBT-Aktivist
- Kennedy, Hugh (1879–1936), irischer Politiker (Cumann na nGaedheal), Generalstaatsanwalt und Chief Justice
- Kennedy, Hugh Alexander (1809–1878), britischer Schachmeister
- Kennedy, Hugh N. (* 1947), britischer Arabist und Hochschullehrer
- Kennedy, Izaac (* 2000), australischer Radrennfahrer
- Kennedy, J., schottischer Fußballspieler
- Kennedy, Jakob († 1465), Bischof von St Andrews, Bischof von Dunkeld
- Kennedy, James (1853–1928), US-amerikanischer Politiker (Republikanische Partei)
- Kennedy, James (1909–1968), irischer Politiker (Fianna Fáil)
- Kennedy, James C. (* 1947), US-amerikanischer Verleger
- Kennedy, Jamie (* 1970), US-amerikanischer SchauspielerJamie Kennedy (* 1970)

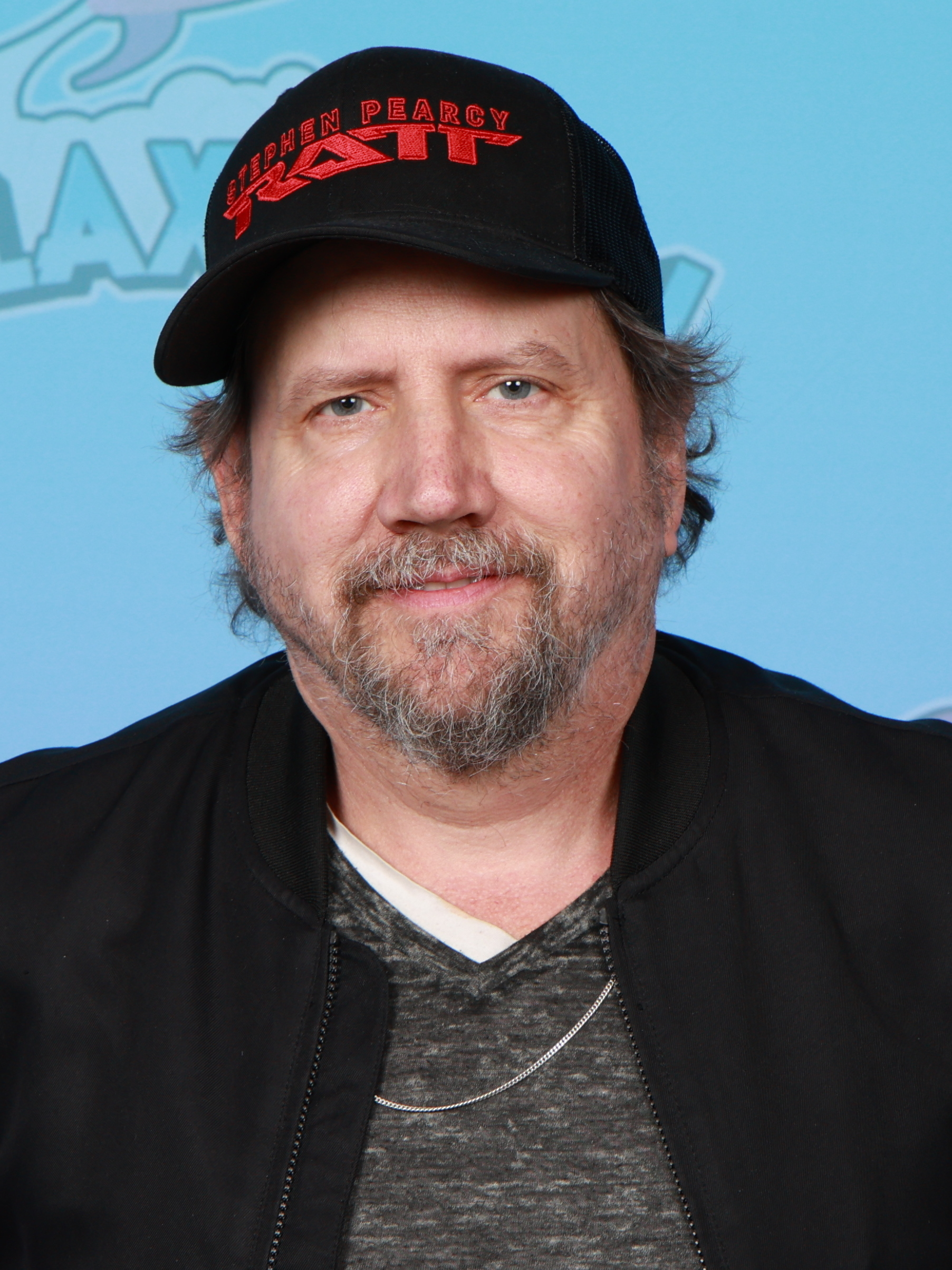
Jamie Kennedy (* 1970)

- Kennedy, Janet († 1543), Mätresse von König Jakob IV. von Schottland
- Kennedy, Jayne (* 1951), US-amerikanisches Model und Schauspielerin
- Kennedy, Jerry (* 1940), US-amerikanischer Musikproduzent
- Kennedy, Jessica Parker (* 1984), kanadische Schauspielerin
- Kennedy, Jimmy (1902–1984), nordirischer Liedtexter
- Kennedy, Joan (* 1960), kanadische Musikerin
- Kennedy, Joan Bennett (* 1936), US-amerikanische Ehefrau (1958–1982) von Edward Kennedy
- Kennedy, Jock (1928–2013), britischer Offizier der Luftstreitkräfte des Vereinigten Königreichs
- Kennedy, Joe (1979–2007), US-amerikanischer Baseballspieler
- Kennedy, Joe Jr. (1923–2004), US-amerikanischer Musiker und Musikpädagoge
- Kennedy, John (1893–1970), britischer Generalmajor
- Kennedy, John (1900–1971), US-amerikanischer Ruderer
- Kennedy, John (1931–1989), britischer Radrennfahrer
- Kennedy, John (* 1965), britischer DJ und Hörfunkmoderator
- Kennedy, John (* 1983), schottischer Fußballspieler
- Kennedy, John (* 1987), US-amerikanisch-australischer Eishockeyspieler
- Kennedy, John (* 2002), brasilianischer Fußballspieler
- Kennedy, John Doby (1840–1896), US-amerikanischer Politiker
- Kennedy, John F. (1917–1963), US-amerikanischer Politiker, 35. Präsident der USA (1961–1963)John F. Kennedy (1917–1963)

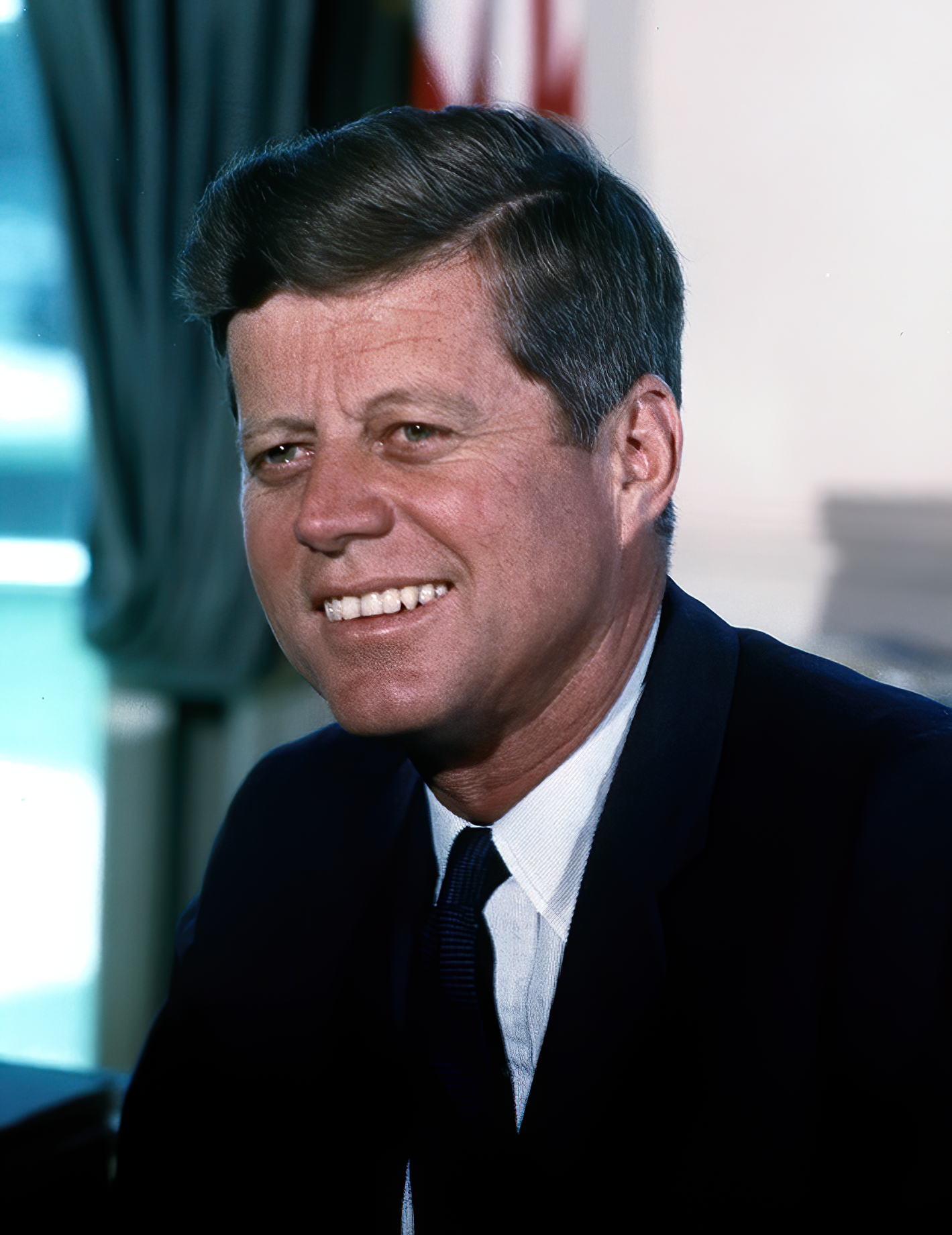
John F. Kennedy (1917–1963)

- Kennedy, John F. Jr. (1960–1999), US-amerikanischer Jurist und Verleger
- Kennedy, John J. (1856–1914), US-amerikanischer Geschäftsmann und Politiker
- Kennedy, John Joseph (* 1968), irischer römisch-katholischer Geistlicher und Kurienerzbischof
- Kennedy, John L. (1854–1946), US-amerikanischer Politiker
- Kennedy, John Neely (* 1951), US-amerikanischer Politiker
- Kennedy, John P. (1795–1870), amerikanischer Politiker und Schriftsteller
- Kennedy, Joseph P. (1888–1969), US-amerikanischer Politiker und DiplomatJoseph P. Kennedy (1888–1969)

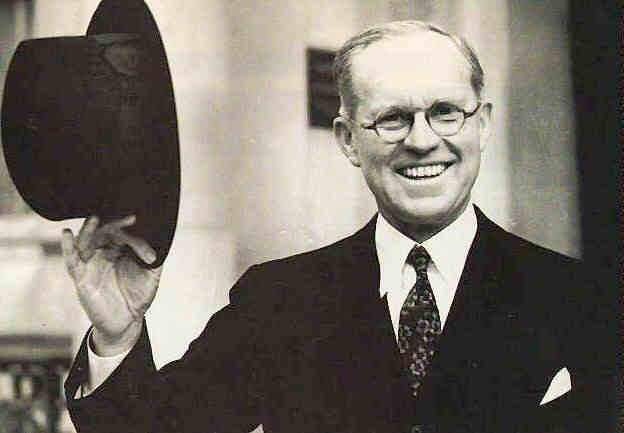
Joseph P. Kennedy (1888–1969)

- Kennedy, Joseph P. junior (1915–1944), US-amerikanischer Pilot, Bruder von John F. Kennedy
- Kennedy, Joseph Patrick II (* 1952), US-amerikanischer Politiker und Geschäftsmann
- Kennedy, Joseph Patrick III (* 1980), amerikanischer Politiker (Demokratische Partei)
- Kennedy, Joseph William (1916–1957), US-amerikanischer Chemiker und Physiker
- Kennedy, Joshua (* 1982), australischer Fußballspieler
- Kennedy, Joyce Jean (* 1948), US-amerikanische Sängerin
- Kennedy, Kai (* 2002), schottischer Fußballspieler
- Kennedy, Karol (1932–2004), US-amerikanische Eiskunstläuferin
- Kennedy, Kathleen (* 1953), US-amerikanische Filmproduzentin
- Kennedy, Kenneth (1913–1985), australischer Eisschnellläufer und Eishockeyspieler sowie Eishockeyfunktionär
- Kennedy, Kenneth W. (1945–2007), US-amerikanischer Informatiker
- Kennedy, Kerry (* 1959), US-amerikanische MenschenrechtsaktivistinKerry Kennedy (* 1959)

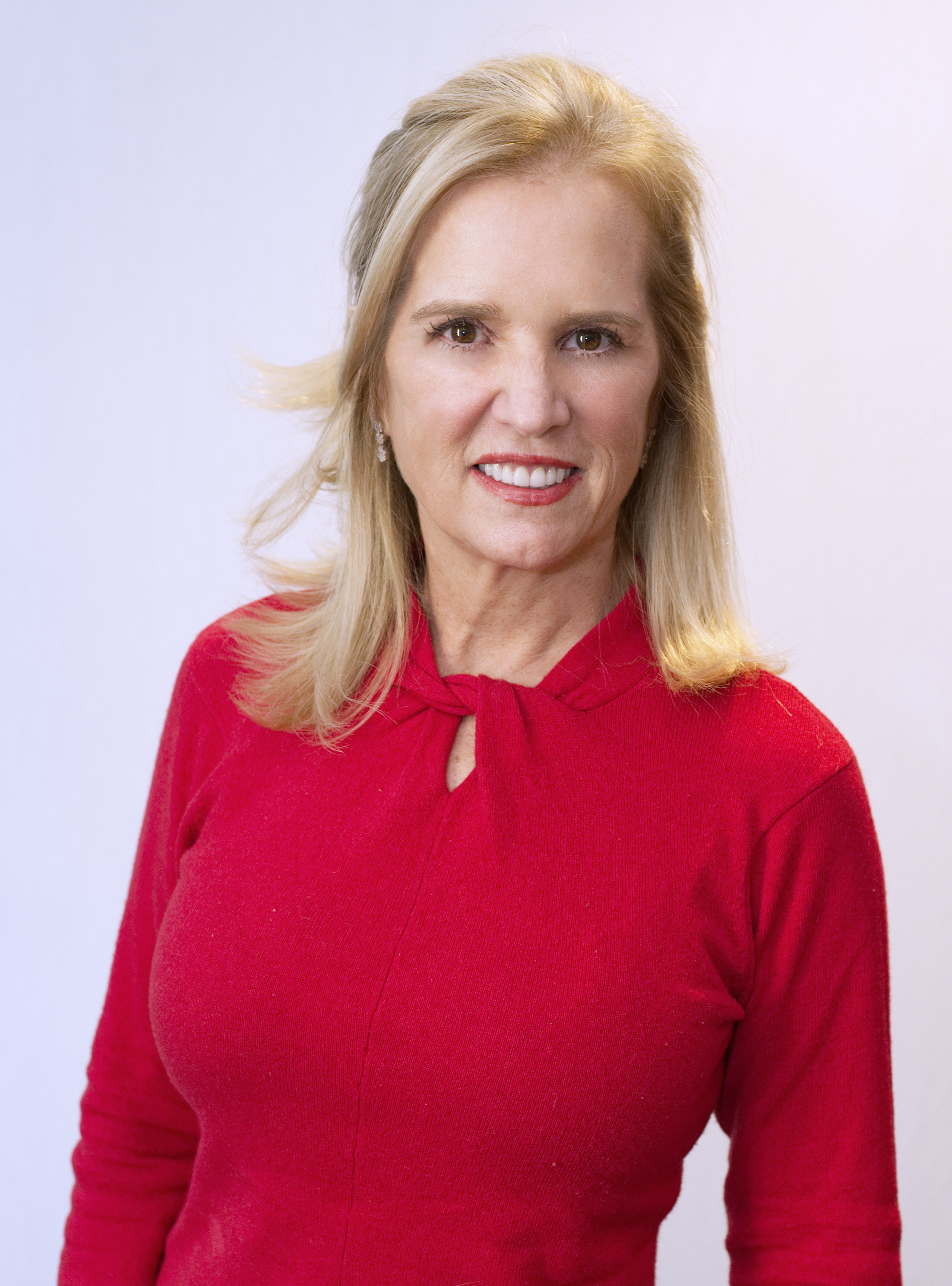
Kerry Kennedy (* 1959)

- Kennedy, Kevin B., US-amerikanischer Offizier, Generalleutnant der US Air Force
- Kennedy, Kristina, US-amerikanische Schauspielerin
- Kennedy, Lachlan (* 2003), australischer Sprinter
- Kennedy, Lauri (1896–1985), australischer Cellist
- Kennedy, Leigh (* 1951), US-amerikanische Schriftstellerin
- Kennedy, Louise (* 1967), irische Schriftstellerin
- Kennedy, Lucy (* 1988), australische Radrennfahrerin
- Kennedy, Ludovic (1919–2009), britischer Journalist und Schriftsteller
- Kennedy, Madeleine (* 1990), australische Schauspielerin und Model
- Kennedy, Madge (1891–1987), US-amerikanische Schauspielerin
- Kennedy, Marc (* 1982), kanadischer Curler
- Kennedy, Margaret (1896–1967), britische Autorin
- Kennedy, Margrit (1939–2013), deutsche Architektin, Ökologin und Autorin
- Kennedy, Mark (* 1957), US-amerikanischer Politiker
- Kennedy, Mark (* 1976), irischer Fußballspieler und -trainer
- Kennedy, Marny (* 1994), australische SchauspielerinMarny Kennedy (* 1994)

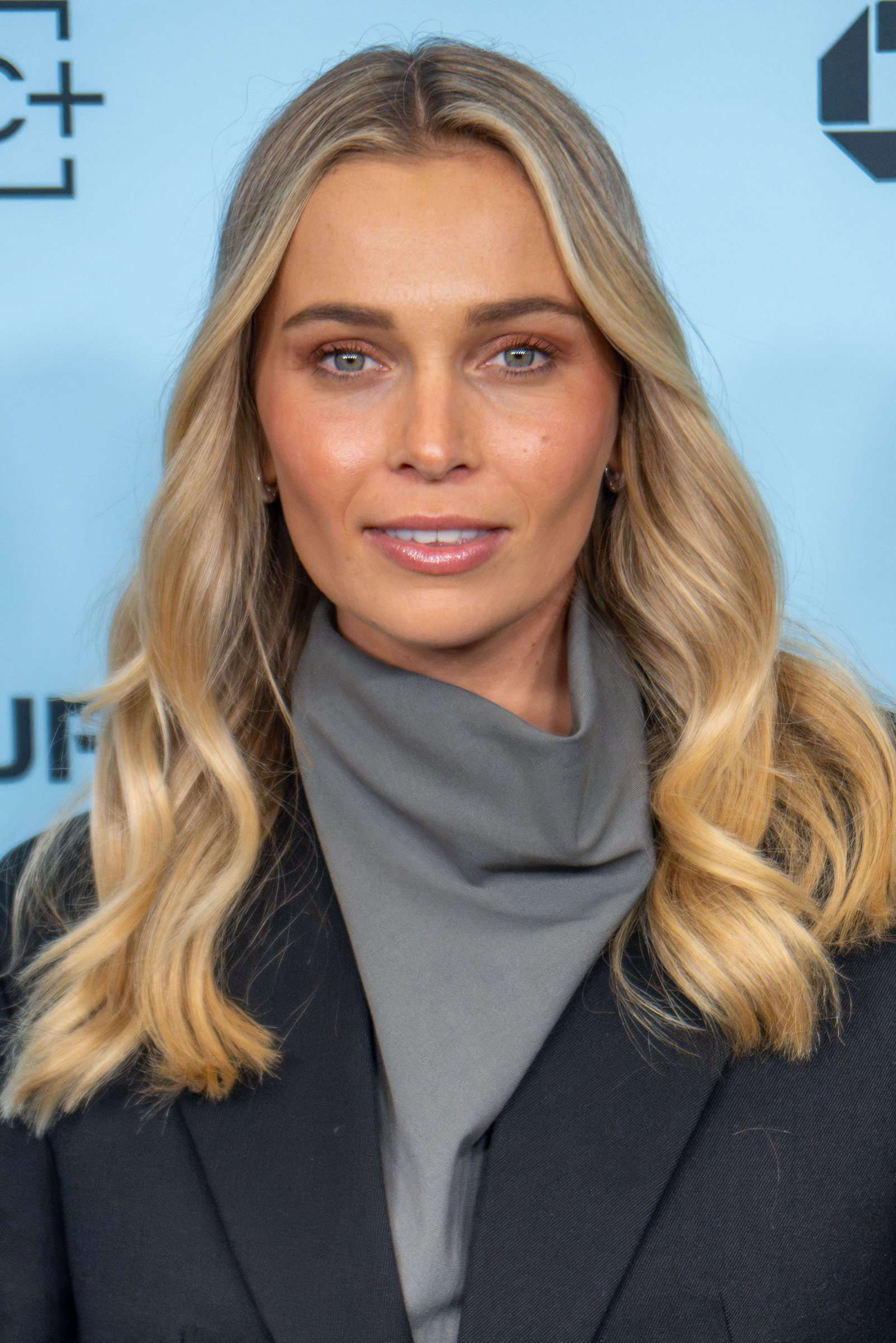
Marny Kennedy (* 1994)

- Kennedy, Martin J. (1892–1955), US-amerikanischer Politiker
- Kennedy, Mary (* 1956), irische Fernsehmoderatorin
- Kennedy, Matthew (* 1994), schottisch-nordirischer Fußballspieler
- Kennedy, Matthew P. (1908–1957), US-amerikanischer Basketballschiedsrichter
- Kennedy, Max Jr (* 1993), amerikanischer Regierungsfreiwilliger, politischer Organisator und Mitglied der Kennedy-Familie
- Kennedy, Merle (* 1967), US-amerikanische ehemalige Schauspielerin
- Kennedy, Merna (1908–1944), amerikanische Schauspielerin
- Kennedy, Michael (1897–1965), irischer Politiker, Teachta Dála
- Kennedy, Michael (* 1949), irischer Politiker
- Kennedy, Michael (* 1980), amerikanischer Drehbuchautor
- Kennedy, Michael J. (1897–1949), US-amerikanischer Politiker
- Kennedy, Michael LeMoyne (1958–1997), US-amerikanischer Politiker
- Kennedy, Michael Robert (* 1968), australischer Geistlicher, römisch-katholischer Bischof von Maitland-Newcastle
- Kennedy, Michelle, US-amerikanische Schauspielerin
- Kennedy, Mike (* 1959), US-amerikanischer American-Football-Spieler
- Kennedy, Mike (* 1969), US-amerikanischer Politiker
- Kennedy, Mike (* 1972), kanadischer Eishockeyspieler
- Kennedy, Mimi (* 1948), US-amerikanische Schauspielerin
- Kennedy, Myles (* 1969), US-amerikanischer Sänger und Gitarrist
- Kennedy, Nigel (* 1956), britischer Violinist und Fusion-MusikerNigel Kennedy (* 1956)

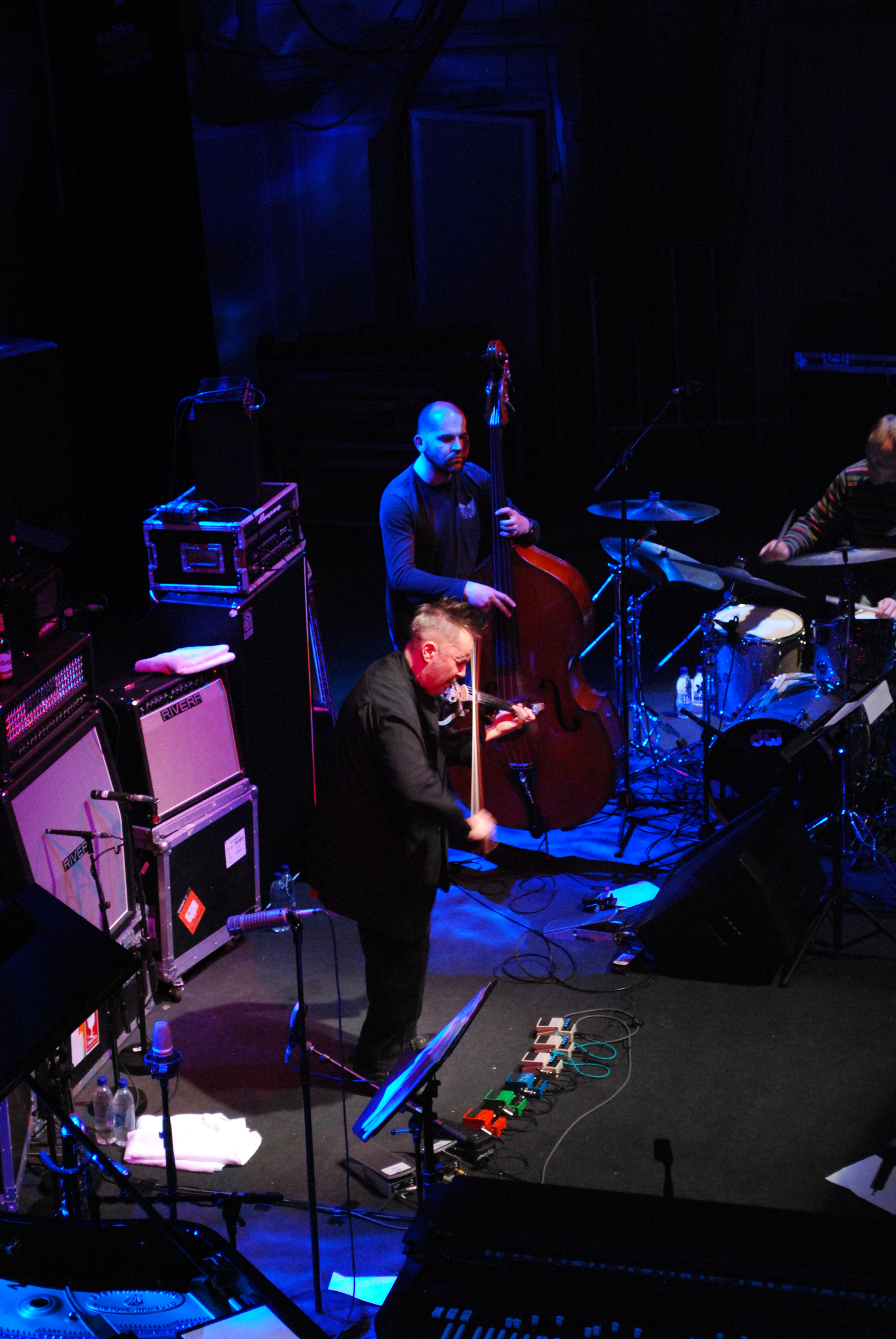
Nigel Kennedy (* 1956)

- Kennedy, Nina (* 1997), australische Stabhochspringerin
- Kennedy, Nixson Anak (* 1995), malaysischer Sprinter
- Kennedy, Pagan (* 1962), US-amerikanische Autorin
- Kennedy, Page (* 1976), US-amerikanischer Schauspieler
- Kennedy, Patrick († 1858), Kennedy-Vorfahre
- Kennedy, Patrick (* 1977), britischer Schauspieler
- Kennedy, Patrick F. (* 1949), US-amerikanischer Regierungsbeamter und Diplomat
- Kennedy, Patrick Joseph (1858–1929), US-amerikanischer Unternehmer und Politiker
- Kennedy, Patrick Joseph (* 1967), US-amerikanischer Politiker
- Kennedy, Paul (* 1945), englischer Historiker, Politikwissenschaftler und Autor
- Kennedy, Peter (* 1927), US-amerikanischer Eiskunstläufer
- Kennedy, Peyton (* 2004), kanadische Kinderdarstellerin
- Kennedy, Randall (* 1954), US-amerikanischer Jurist, Professor an der Harvard Law School
- Kennedy, Ray (1946–2014), US-amerikanischer Rockmusiker
- Kennedy, Ray (1951–2021), englischer Fußballspieler
- Kennedy, Ray (1957–2015), US-amerikanischer Jazz-Musiker
- Kennedy, Raymond (1934–2008), US-amerikanischer Schriftsteller
- Kennedy, Rebekah (* 1984), US-amerikanische Schauspielerin
- Kennedy, Richard (* 1932), US-amerikanischer Autor
- Kennedy, Richard T. (1919–1998), US-amerikanischer Offizier und Diplomat
- Kennedy, Robert (1880–1963), irischer Hockeyspieler
- Kennedy, Robert (1938–2012), Autor, Verleger und Gründer von Robert Kennedy Publishing mit Sitz in Mississauga, Ontario
- Kennedy, Robert F. (1925–1968), US-amerikanischer Politiker
- Kennedy, Robert F. Jr. (* 1954), US-amerikanischer Rechtsanwalt, Umweltaktivist, Autor; Sohn von Robert Francis KennedyRobert F. Kennedy Jr. (* 1954)

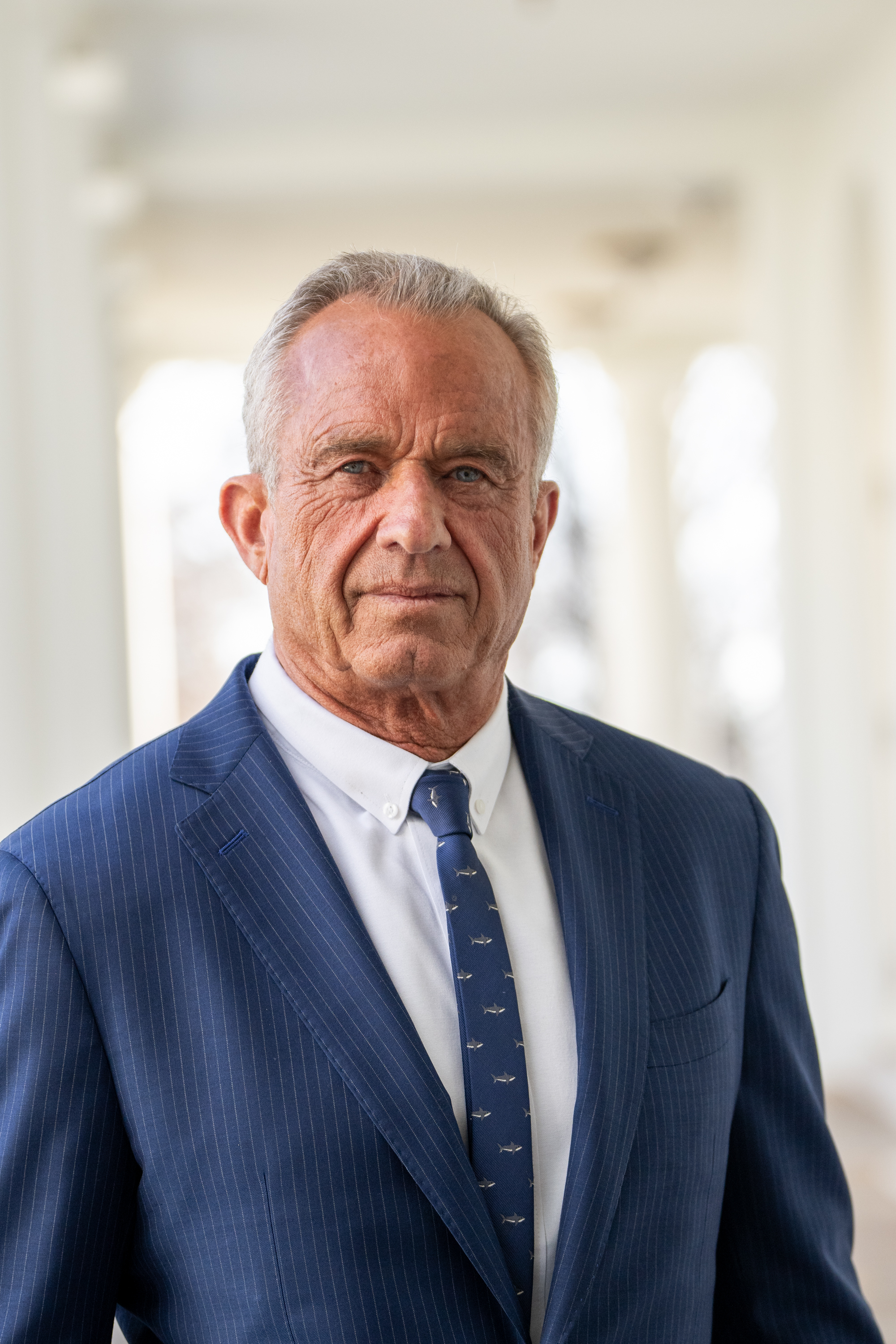
Robert F. Kennedy Jr. (* 1954)

- Kennedy, Robert Foster (1884–1952), irisch-amerikanischer Neurologe
- Kennedy, Robert John (1851–1936), britischer Botschafter
- Kennedy, Robert P. (1840–1918), US-amerikanischer Politiker
- Kennedy, Ron (1953–2009), kanadischer Eishockeyspieler und -trainer
- Kennedy, Rory (* 1968), US-amerikanische Dokumentarfilm-Regisseurin und -Produzentin
- Kennedy, Rose (1890–1995), US-amerikanische Mutter von John F. Kennedy
- Kennedy, Rosemary (1918–2005), US-amerikanische Angehörige des Kennedy-ClansRosemary Kennedy (1918–2005)

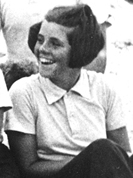
Rosemary Kennedy (1918–2005)

- Kennedy, Roy J. (1897–1986), US-amerikanischer Physiker
- Kennedy, Roy, Baron Kennedy of Southwark (* 1962), britischer Politiker (Labour) und Life Peer
- Kennedy, Russell (* 1991), kanadischer Skilangläufer
- Kennedy, Ruth (* 1957), britische Sprinterin
- Kennedy, Scott (* 1997), kanadischer Fußballspieler
- Kennedy, Scott Hamilton (* 1965), US-amerikanischer Filmregisseur, Filmproduzent und Filmeditor im Bereich des Dokumentarfilm
- Kennedy, Sean (1985–2021), australischer Rockmusiker
- Kennedy, Sheldon (* 1969), kanadischer Eishockeyspieler
- Kennedy, Sophia (* 1989), amerikanische Sängerin, Musikerin und Produzentin
- Kennedy, Stetson (1916–2011), US-amerikanischer Autor und Menschenrechtler
- Kennedy, Stuart (* 1953), schottischer Fußballspieler
- Kennedy, Susanne (* 1977), deutsche Theaterregisseurin
- Kennedy, Theodore (1925–2009), kanadischer Eishockeyspieler
- Kennedy, Thomas (1887–1963), US-amerikanischer Gewerkschafter und Politiker
- Kennedy, Thomas Laird (1878–1959), kanadischer Politiker und 15. Premierminister von Ontario
- Kennedy, Tim (* 1976), US-amerikanischer Politiker der Demokratischen Partei
- Kennedy, Tim (* 1986), US-amerikanischer Eishockeyspieler und -trainer
- Kennedy, Tom (1885–1965), US-amerikanischer Schauspieler
- Kennedy, Tom (* 1960), amerikanischer Jazzmusiker (Kontrabass, Bassgitarre)
- Kennedy, Tyler (* 1986), kanadischer Eishockeyspieler
- Kennedy, Victoria Reggie (* 1954), US-amerikanische Botschafterin in ÖsterreichVictoria Reggie Kennedy (* 1954)

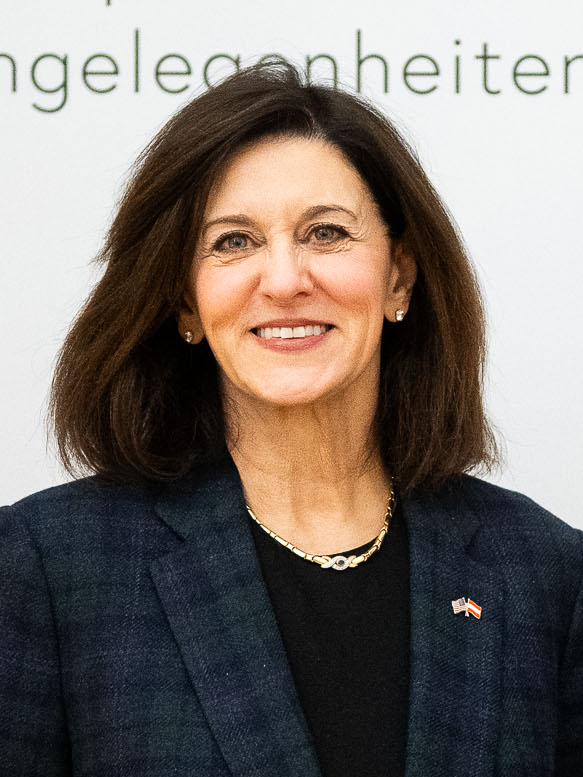
Victoria Reggie Kennedy (* 1954)

- Kennedy, Walter, schottischer Dichter
- Kennedy, Walter (1912–1977), US-amerikanischer Manager, zweiter Commissioner der NBA
- Kennedy, Warring (1827–1904), 28. Bürgermeister von Toronto
- Kennedy, William (1768–1834), US-amerikanischer Politiker
- Kennedy, William († 1826), US-amerikanischer Politiker
- Kennedy, William (1814–1890), kanadisch-britischer Marineoffizier, Polarforscher und Pelzhändler
- Kennedy, William (1854–1918), US-amerikanischer Politiker
- Kennedy, William (* 1928), US-amerikanischer Schriftsteller
- Kennedy, William (* 1952), kanadischer Schwimmer
- Kennedy, William James (* 1943), britischer Paläontologe und Geologe
- Kennedy, William Quarrier (1903–1979), britischer Geologe
- Kennedy, Zack (* 1995), US-amerikanischer Tennisspieler
- Kennedy-Cochran-Patrick, Neil (1926–1994), britischer Segler
- Kennedy-Pipe, Caroline (* 1961), britische Politikwissenschaftlerin
- Kennedy-Purvis, Charles (1884–1946), britischer Admiral, Stellvertretender Erster Seelord
- Kennedy-Shriver, Eunice (1921–2009), US-amerikanische Aktivistin für BehinderteEunice Kennedy-Shriver (1921–2009)

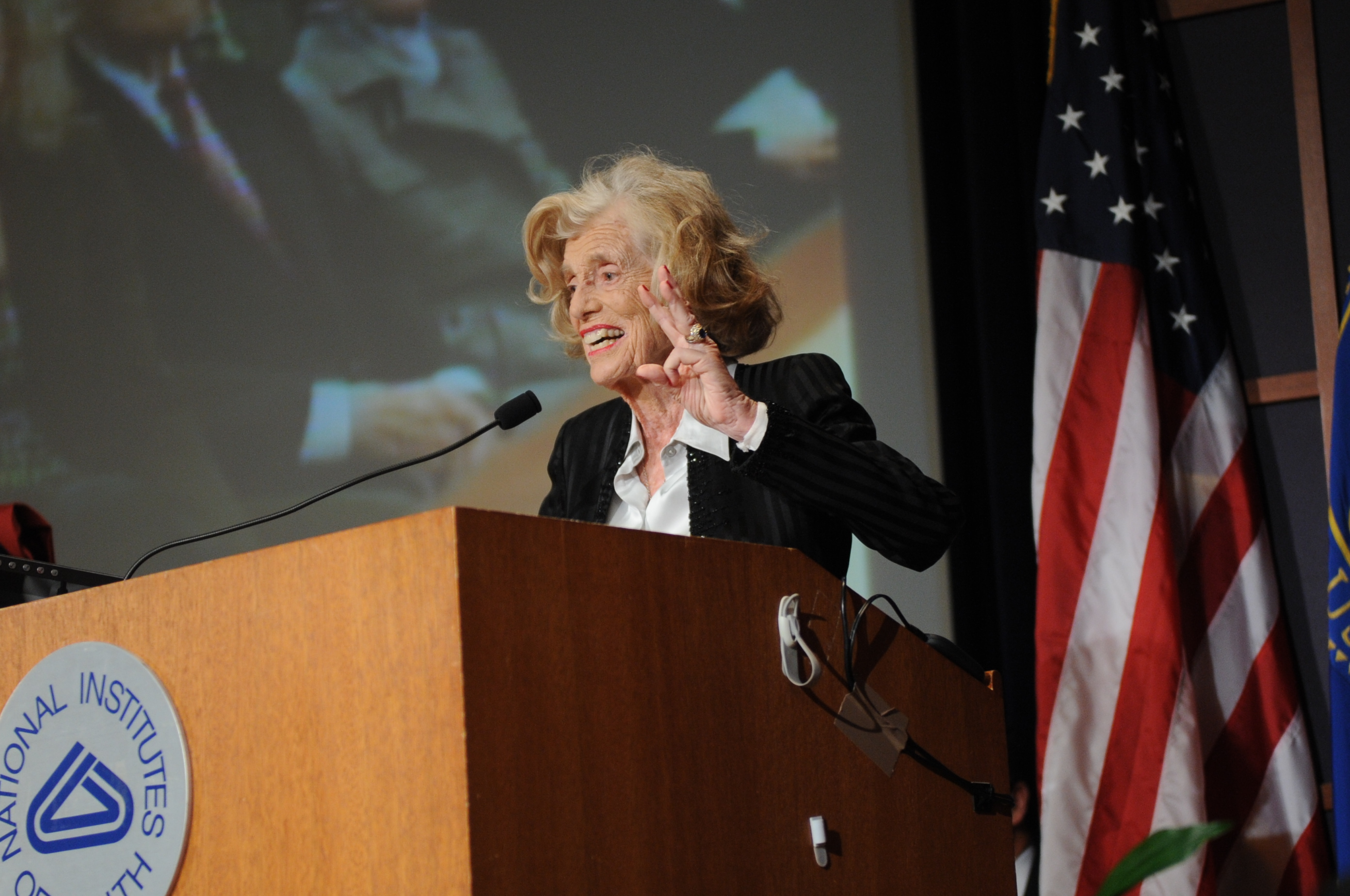
Eunice Kennedy-Shriver (1921–2009)

- Kennedy-Sim, Sami (* 1988), australische Freestyle-Skisportlerin

##### Kenneh
- Kenneh, Nohan (* 2003), englisch-liberianischer Fußballspieler

##### Kennek
- Kennekuk († 1852), spiritueller Häuptling der Kickapoo

##### Kennel
- Kennel, Beat (* 1945), Schweizer Illustrator und Jazzmusiker
- Kennel, Charles (* 1939), US-amerikanischer Physiker
- Kennel, Gunter (* 1961), deutscher Kirchenmusiker
- Kennel, Guy-Dominique (1952–2024), französischer Politiker der UMP
- Kennel, Hans (1939–2021), Schweizer Jazzmusiker
- Kennel, Herma (* 1944), deutsche Schriftstellerin und Malerin
- Kennel, Judith (* 1958), Schweizer Regisseurin und Drehbuchautorin
- Kennel, Julius von (1854–1939), deutscher Zoologe, Entomologe und Hochschullehrer
- Kennel, Karin (* 1995), Schweizer Tennisspielerin
- Kennel, Karl (1929–1998), Präsident des Schweizerischen Roten Kreuzes (1988–1996)
- Kennel, Moritz (1911–1984), Schweizer Maler, Illustrator und Zeichner
- Kennel, Odile (* 1967), deutsch-französische Autorin, Lyrikerin und Übersetzerin
- Kennell, Louis C. (1903–1985), amerikanischer Techniker und Oscarpreisträger
- Kennelly, Arthur Edwin (1861–1939), US-amerikanischer Elektroingenieur
- Kennelly, Barbara B. (* 1936), US-amerikanische Politikerin
- Kennelly, Keala (* 1978), US-amerikanische Surferin
- Kennelly, Martin H. (1887–1961), US-amerikanischer Politiker, Bürgermeister von Chicago (1947–1955)
- Kennelly, Michael John (* 2001), chinesischer Hochspringer (Hongkong)
- Kennelly, Richard (* 1965), US-amerikanischer Ruderer

##### Kennem
- Kennemann, Georg (1913–1987), deutscher Fußballspieler
- Kennemann, Hermann (1815–1910), deutscher Gutsbesitzer und Politiker (Freikonservative Partei), Landesökonomierat (1886–1889) in der Provinz Posen sowie Mitgründer des Deutschen Ostmarkenvereins

##### Kennen
- Kennen, Ally (* 1975), britische Schriftstellerin

##### Kennep
- Kennepohl, Karl (1895–1958), deutscher Gymnasiallehrer und Numismatiker

##### Kenner
- Kenner, Andreas (* 1956), deutscher Politiker (SPD), MdL
- Kenner, Anton von (1871–1951), österreichischer Maler
- Kenner, Chris (1929–1976), US-amerikanischer Songwriter und Sänger
- Kenner, Duncan Farrar (1813–1887), US-amerikanischer und konföderierter Politiker
- Kenner, Friedrich von (1834–1922), österreichischer Archäologe und Numismatiker
- Kenner, George (1888–1971), bildender Künstler
- Kenner, George Wallace (1922–1978), britischer Chemiker (Organische Chemie)
- Kenner, Hedwig (1910–1993), österreichische Klassische Archäologin
- Kenner, Joseph (1794–1868), österreichischer Beamter, Zeichner und Dichter
- Kenner, Kinzie (* 1984), US-amerikanische Pornodarstellerin und Gogo-TänzerinKinzie Kenner (* 1984)

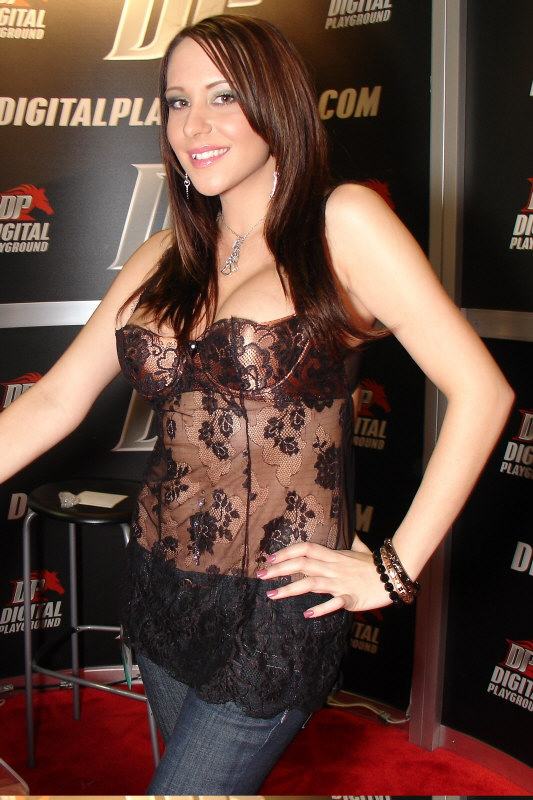
Kinzie Kenner (* 1984)

- Kenner, Mary (1912–2006), US-amerikanische Erfinderin und Unternehmerin
- Kenner, Robert (* 1950), US-amerikanischer Film- und Fernsehproduzent und Regisseur
- Kenner, Thomas (1932–2018), österreichischer Arzt und Hochschullehrer
- Kennerknecht, Aloys (1904–1972), deutscher Stenograf
- Kennerknecht, Fidel (1880–1960), deutscher Wasserbauingenieur
- Kennerknecht, Josef (1875–1949), österreichischer Politiker (CS), Landtagsabgeordneter
- Kennerknecht, Markus (1970–2016), deutscher Politiker (SPD)
- Kennerley, Alfred (1810–1897), australischer Politiker, Premierminister von Tasmanien
- Kennerley, Kingsley, englischer Snooker- und English-Billiards-Spieler sowie Billardtrainer
- Kennerley, Paul (* 1948), britischer Songwriter und Produzent
- Kennerley, Rosalind, britische Biologin, Ökologin und Naturschützerin
- Kennerly, Caleb Burwell Rowan (1829–1861), US-amerikanischer Arzt und Naturforscher
- Kennerson, Roger, britischer Eiskunstläufer

##### Kennes
- Kennes, Rudi (* 1959), belgischer Politiker, MdEP
- Kenneson, Claude (1935–2013), kanadischer Cellist und Musikpädagoge

##### Kennet
- Kenneth I. († 858), erster König von SchottlandKenneth I. († 858)

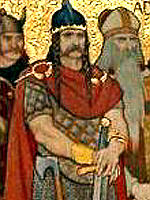
Kenneth I. († 858)

- Kenneth II. († 995), König von Schottland
- Kenneth III. († 1005), König von Schottland
- Kennett, Brian (* 1948), mathematischer Physiker und Seismologe
- Kennett, Dylan (* 1994), neuseeländischer Bahnradsportler
- Kennett, Luther Martin (1807–1873), US-amerikanischer Politiker

##### Kennew
- Kennewick-Mann, Fossil

##### Kenney
- Kenney, Annie (1879–1953), englische Frauenrechtlerin, Suffragette
- Kenney, Beverly (1932–1960), US-amerikanische Jazzsängerin
- Kenney, Bryn (* 1986), US-amerikanischer Pokerspieler
- Kenney, Ebony (* 1978), US-amerikanische Pokerspielerin
- Kenney, Edward Aloysius (1884–1938), US-amerikanischer Politiker
- Kenney, Edward J. (1924–2019), britischer Klassischer Philologe
- Kenney, Emma (* 1999), US-amerikanische Schauspielerin
- Kenney, George (1889–1977), US-amerikanischer General
- Kenney, James (1780–1849), englischer Dramatiker
- Kenney, James (1930–1982), britischer Schauspieler
- Kenney, James Francis (1884–1946), kanadischer Historiker, Archivar und Keltologe
- Kenney, Jason (* 1968), kanadischer Politiker
- Kenney, Jenny (1884–1961), englisch-britische Suffragette
- Kenney, Jessie (1887–1985), englisch-britische Suffragette
- Kenney, Jim (* 1958), US-amerikanischer Politiker (Demokratische Partei)
- Kenney, June (1933–2021), US-amerikanische Schauspielerin
- Kenney, Kevin (* 1959), US-amerikanischer römisch-katholischer Geistlicher, Weihbischof in Saint Paul and Minneapolis
- Kenney, Kitty (1880–1952), englisch-britische Suffragette
- Kenney, Lawrence Joyce (1930–1990), US-amerikanischer römisch-katholischer Geistlicher, Weihbischof im US-amerikanischen Militärordinariat
- Kenney, Leo (1925–2001), US-amerikanischer Maler
- Kenney, Mick (* 1980), britischer Musiker
- Kenney, Nell (1876–1953), englisch-britische Suffragette
- Kenney, Richard R. (1856–1931), US-amerikanischer Politiker der Demokratischen Partei
- Kenney, Skip (1943–2022), US-amerikanischer Schwimmtrainer
- Kenney, William (* 1946), englischer römisch-katholischer Ordensgeistlicher, Weihbischof in Birmingham
- Kenney-Silver, Kerri (* 1970), US-amerikanische Schauspielerin und SängerinKerri Kenney-Silver (* 1970)

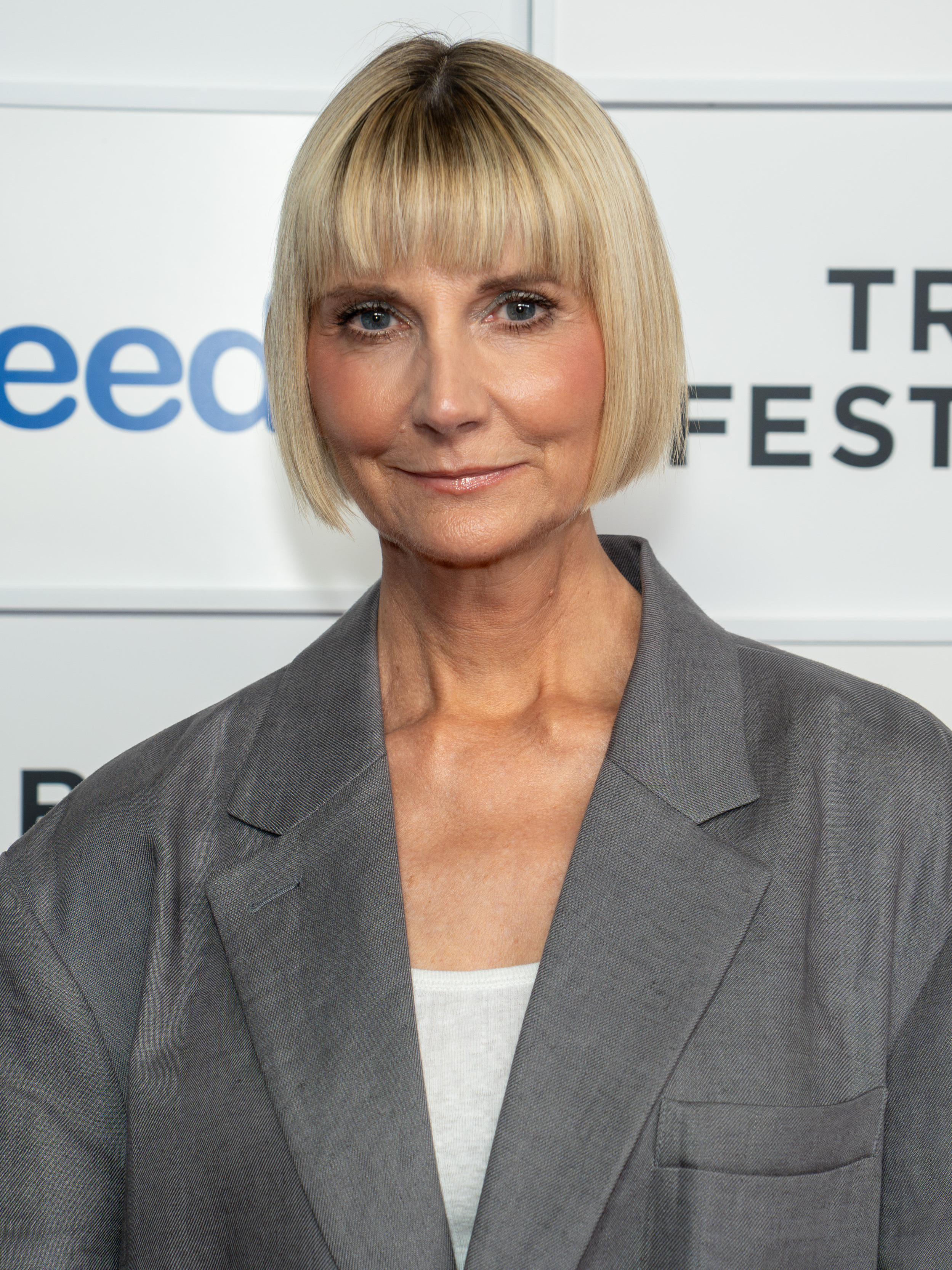
Kerri Kenney-Silver (* 1970)

#### Kenng
- Kenngott, Gottlieb (1862–1945), deutscher Politiker der SPD
- Kenngott, Gustav Adolf (1818–1897), Mineraloge
- Kenngott, Werner (1934–2016), deutscher Maler

#### Kennh
- Kennholt, Kenneth (* 1965), schwedischer Eishockeyspieler

#### Kenni
- Kennicott, Benjamin (1718–1783), englischer anglikanischer Geistlicher und Bibelwissenschaftler
- Kennicott, Robert (1835–1866), US-amerikanischer Naturforscher
- Kennicutt, Robert (* 1951), US-amerikanischer Astronom
- Kenninck, Franciscus (1859–1937), niederländischer altkatholischer Bischof
- Kenning, Peter (* 1970), deutscher Wirtschaftswissenschaftler
- Kennington, D. J. (* 1977), kanadischer NASCAR-Fahrer
- Kennington, Eric (1888–1960), englischer Maler, Bildhauer und Porträtzeichner
- Kennis, Guillaume-Gommaire (1717–1789), Violinist und Komponist der Vorklassik
- Kennison, Caroline, australische Schauspielerin

#### Kenno
- Kennon, Robert F. (1902–1988), US-amerikanischer Politiker
- Kennon, William (1793–1881), US-amerikanischer Jurist und Politiker
- Kennon, William junior (1802–1867), US-amerikanischer Politiker
- Kennon, Wilson S. (1826–1895), US-amerikanischer Jurist, Offizier und Politiker

#### Kennt
- Kenntemich, Wolfgang (* 1946), deutscher Journalist
- Kenntner, Markus (* 1965), deutscher Jurist, Richter am Bundesverwaltungsgericht

#### Kenny
- Kenny B (* 1961), surinamischer Sänger
- Kenny G (* 1956), US-amerikanischer SopransaxophonistKenny G (* 1956)
- Kenny, Adrian (* 1945), irischer Autor

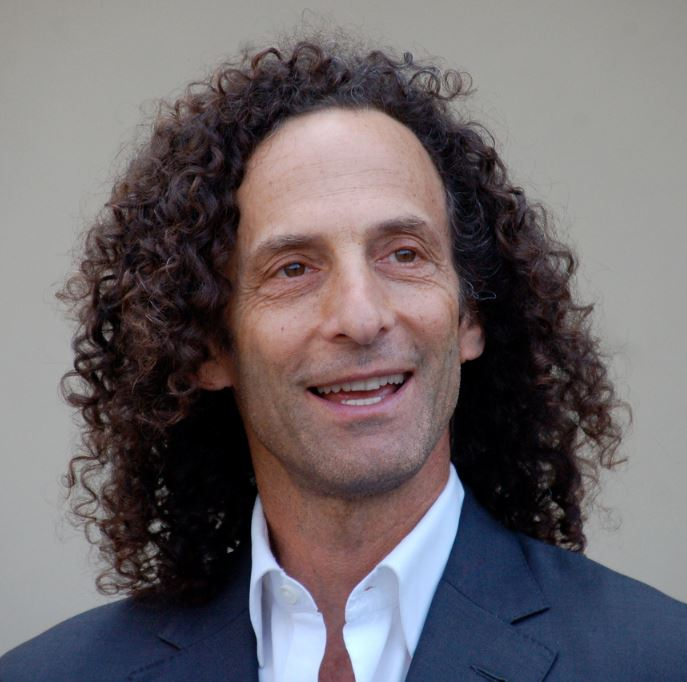
Kenny G (* 1956)

- Kenny, Anthony (* 1931), englischer Philosoph
- Kenny, Arturo (* 1888), argentinischer Polospieler
- Kenny, Brian (1934–2017), britischer General
- Kenny, Charles (* 1970), US-amerikanischer Ökonom
- Kenny, Clare (* 1976), britische Fotografie- und Objektkünstlerin
- Kenny, David (* 1999), irischer Geher
- Kenny, Elizabeth (1880–1952), australische Krankenschwester
- Kenny, Emer (* 1989), britische Schauspielerin und Drehbuchautorin
- Kenny, Enda (* 1951), irischer Politiker (Fine Gael); PremierministerEnda Kenny (* 1951)

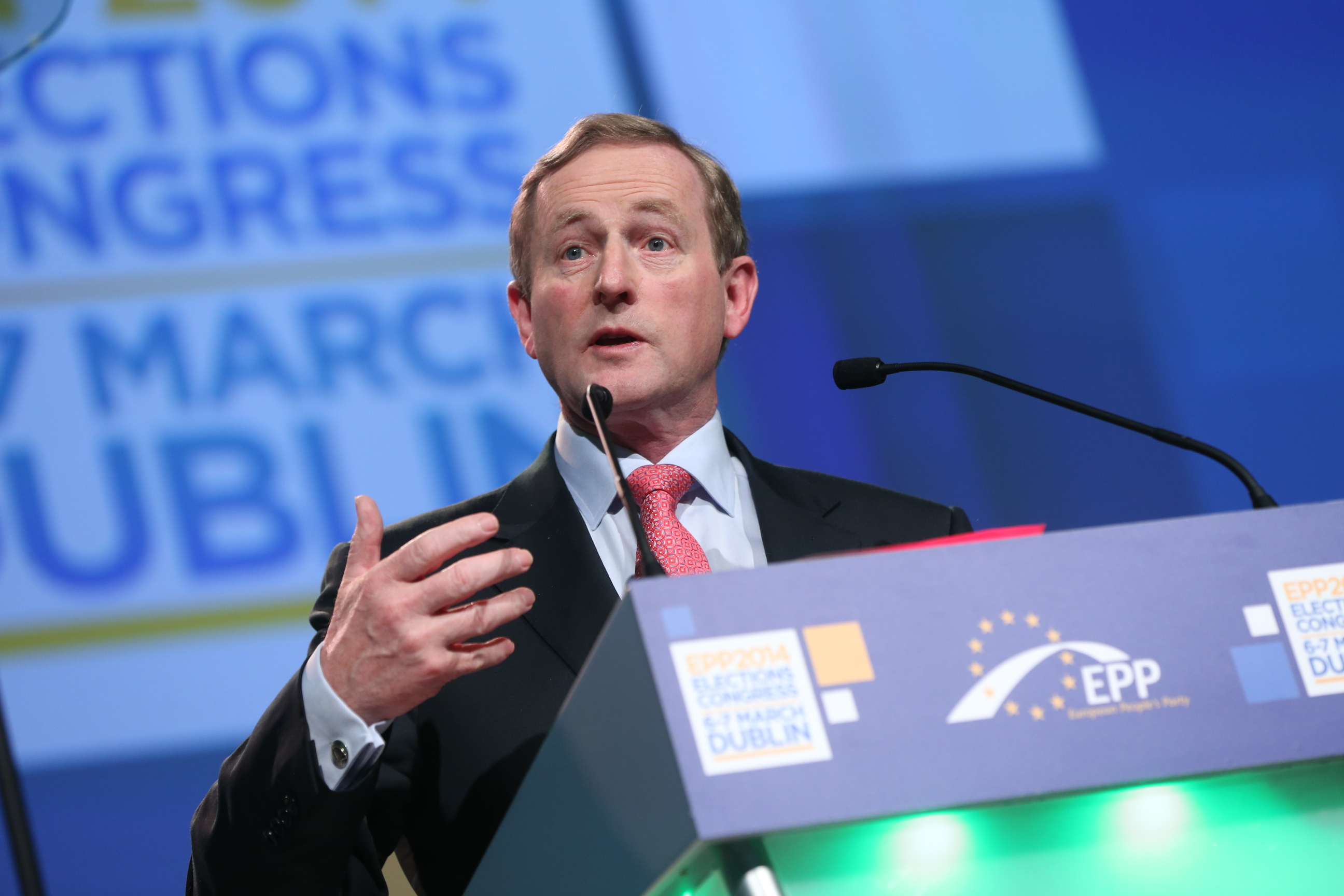
Enda Kenny (* 1951)

- Kenny, Eoghan (* 2000), irischer Politiker
- Kenny, Francis, US-amerikanischer Kameramann
- Kenny, Gino (* 1972), irischer Politiker (Socialist Party, People Before Profit)
- Kenny, Grant (* 1963), australischer Kanute
- Kenny, Henry (1913–1975), irischer Politiker
- Kenny, Holly (* 1995), britische Schauspielerin
- Kenny, Jason (* 1988), britischer Radrennfahrer
- Kenny, Jodie (* 1987), australische Hockeyspielerin
- Kenny, Johnny (* 2003), irischer Fußballspieler
- Kenny, Jon (1957–2024), irischer Komiker, Schauspieler, Drehbuchautor und Synchronsprecher
- Kenny, Jonjoe (* 1997), englischer Fußballspieler
- Kenny, Kevin (* 1961), englischer Dartspieler
- Kenny, Laura (* 1992), britische Radrennfahrerin
- Kenny, Liam (* 1977), irischer Squashspieler
- Kenny, Martin (* 1971), irischer Politiker
- Kenny, Michael (1941–1999), britischer Bildhauer und Zeichner
- Kenny, Michael Hughes (1937–1995), US-amerikanischer Geistlicher, Bischof von Juneau
- Kenny, Nick (* 1993), walisischer Dartspieler
- Kenny, Paddy (* 1978), irischer Fußballspieler
- Kenny, Pat (* 1948), irischer Hörfunk- und Fernsehmoderator
- Kenny, Pat (* 1971), englischer Snookerspieler
- Kenny, Seán (* 1942), irischer Politiker
- Kenny, Shannon (* 1971), australische Schauspielerin
- Kenny, Tom (* 1962), US-amerikanischer SynchronsprecherTom Kenny (* 1962)

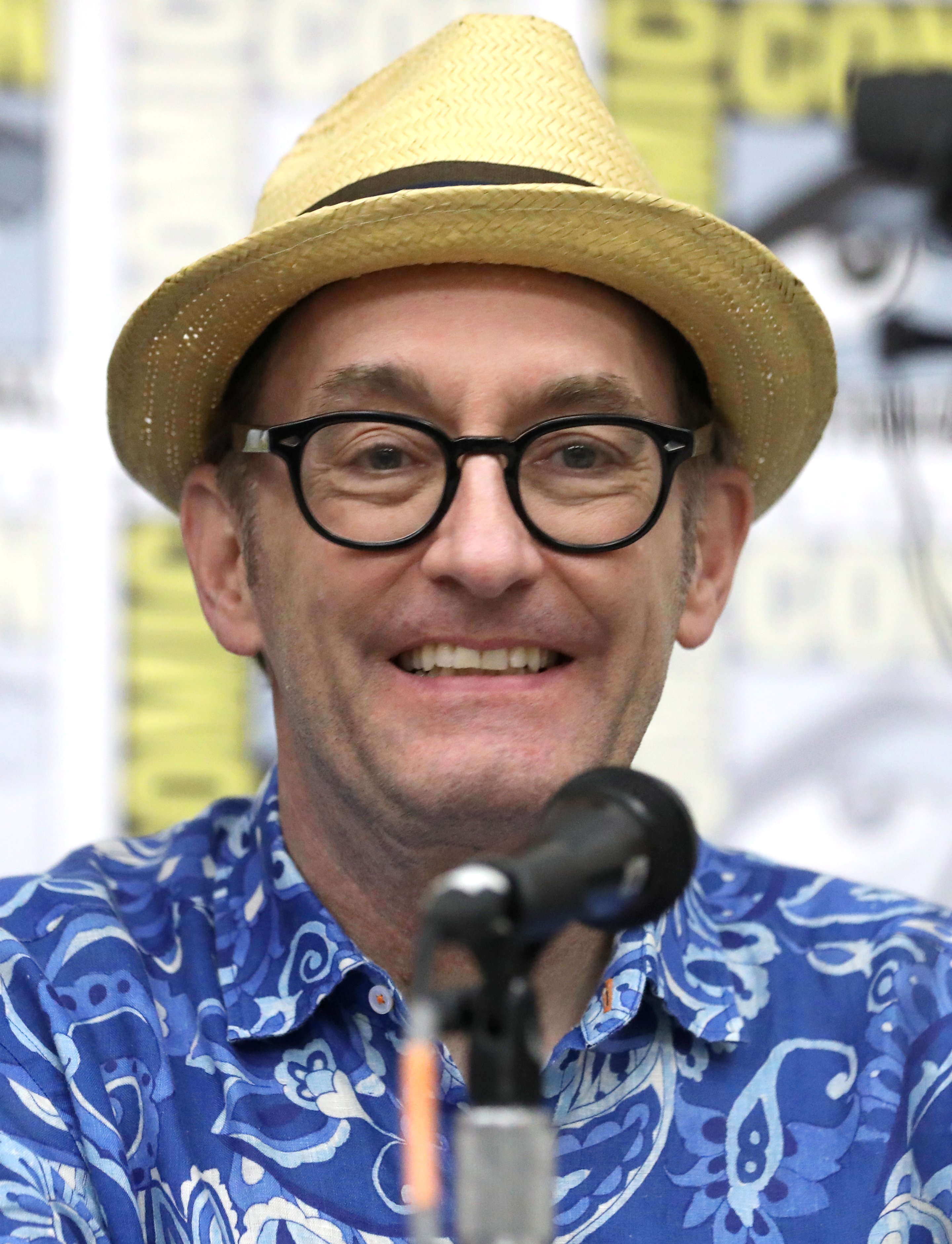
Tom Kenny (* 1962)

- Kenny, William (1846–1921), britisch-irischer Jurist und Politiker, Unterhausabgeordneter
- Kenny, William John (1853–1913), US-amerikanischer Geistlicher, Bischof von Saint Augustine
- Kenny, Yvonne (* 1950), australische Opernsängerin (Sopran)
- Kenny-Dowall, Shaun (* 1988), neuseeländischer Rugby-League-Spieler
- KennyHoopla (* 1997), US-amerikanischer Sänger, Songwriter und Rapper

### Keno
- Keno (* 1989), brasilianischer Fußballspieler
- Kenosi, Fanuel (* 1988), botswanischer Sprinter
- Kenosi, Keamogetse (* 1997), botswanische Boxerin

### Kenr
- Kenrei, Mon’in (1155–1214), japanische Adelige
- Kenrick, Donald (1929–2015), britischer Sprachwissenschaftler und Autor
- Kenrick, Francis Patrick (1796–1863), irischer Geistlicher, römisch-katholischer Erzbischof von Baltimore
- Kenrick, George Hamilton (1850–1939), britischer Lepidopterologe
- Kenrick, Peter Richard (1806–1896), US-amerikanischer Geistlicher, Erzbischof von St. Louis

### Kens
- Kensche, Christine (1982–2025), deutsche Journalistin und Schriftstellerin
- Kensche, Heinz (1909–1970), deutscher Ingenieur und Flugzeugbauer
- Kenschibajewa, Sandughasch (* 2005), kasachische Tennisspielerin
- Kenschissarijew, Emil (* 1987), kirgisischer Fußballspieler
- Kenseth, Matt (* 1972), US-amerikanischer NASCAR-Rennfahrer
- Kensett, John Frederick (1816–1872), US-amerikanischer Maler
- Kenshō (1130–1210), japanischer Waka-Poet
- Kenshole, Elyssia (* 2003), australische Stabhochspringerin
- Kensinger Du Verger, Johann Antonius, preußischer holländisch-preußisch-kaiserlicher Offizier
- Kensinger, Elizabeth, US-amerikanische Psychologin und Neurowissenschaftlerin
- Kensinger, Philip R. (* 1949), US-amerikanischer Offizier, Generalleutnant der US-Army
- Kensington-Moir, Herbert (1899–1961), britischer Autorennfahrer
- Kensit, Patsy (* 1968), britische Schauspielerin und MusikerinPatsy Kensit (* 1968)

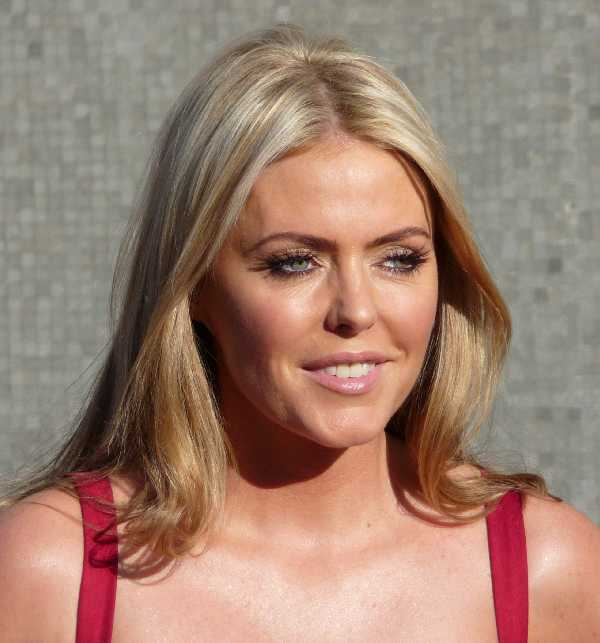
Patsy Kensit (* 1968)

- Kenski, Kate Marian, Kommunikationswissenschaftlerin und Hochschullehrerin
- Kensrue, Dustin (* 1980), amerikanischer Sänger, Songwriter und Gitarrist
- Kenstavičius, Jonas Petras (1927–2008), litauischer Forstwissenschaftler
- Kenstler, August Georg (1899–1941), rumäniendeutscher Publizist und Aktivist der Völkischen Bewegung
- Kensy von Echlin, Rainer (* 1961), deutscher Agrarökonom und Investmentbanker
- Kensy, Adam (* 1956), österreichisch-polnischer Fußballspieler und -trainer

### Kent
- Kent, Allen (1921–2014), US-amerikanischer Hochschullehrer, Professor für Informationstechnologie und Autor
- Kent, April (1935–1998), US-amerikanische Schauspielerin
- Kent, Arnold (1899–1928), US-amerikanischer Schauspieler
- Kent, Barbara (1907–2011), kanadische SchauspielerinBarbara Kent (1907–2011)

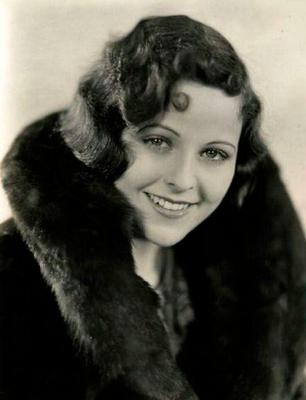
Barbara Kent (1907–2011)

- Kent, Baykal (1943–2012), türkischer Schauspieler
- Kent, Bruce (1928–1979), neuseeländischer Radrennfahrer
- Kent, Charles (1852–1923), britischer Schauspieler und Filmregisseur des frühen US-amerikanischen Films
- Kent, Corita (1918–1986), US-amerikanische Nonne, Künstlerin, Lehrerin, Philosophin und politische Aktivistin
- Kent, Danny (* 1993), britischer Motorradrennfahrer
- Kent, Darren (1987–2023), britischer Schauspieler
- Kent, Dennis V. (* 1946), US-amerikanischer Geophysiker
- Kent, Don (1944–2015), US-amerikanischer Schallplattensammler und -kenner
- Kent, Edward (1802–1877), US-amerikanischer Jurist und Politiker
- Kent, Ellen Goosenberg, Regisseurin und Filmproduzentin
- Kent, Everett (1888–1963), US-amerikanischer Politiker
- Kent, Evi (* 1939), deutsche Schauspielerin
- Kent, Frankie (* 1995), englischer Fußballspieler
- Kent, Fuat (* 1945), türkischer Pianist, Dirigent und Umweltaktivist
- Kent, George (* 1969), US-amerikanischer Diplomat
- Kent, Harry (1947–2021), neuseeländischer Radrennfahrer
- Kent, Heather Paige (* 1969), US-amerikanische SchauspielerinHeather Paige Kent (* 1969)

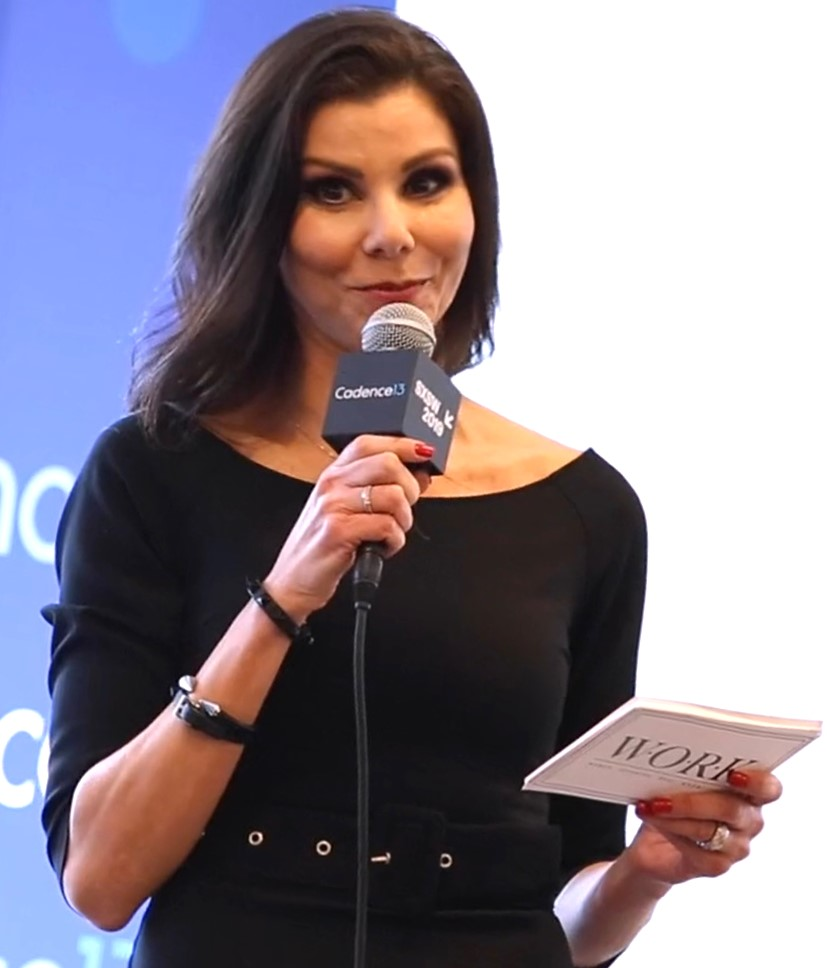
Heather Paige Kent (* 1969)

- Kent, Jackson (* 1993), US-amerikanischer Basketballspieler
- Kent, James (1763–1847), britisch-amerikanischer Jurist und Rechtsgelehrter
- Kent, James Tyler (1849–1916), US-amerikanischer Homöopath
- Kent, Jean (1921–2013), britische Schauspielerin
- Kent, Jeffrey M. (* 1970), US-amerikanisch-israelischer Basketballspieler
- Kent, Jennifer (* 1969), australische Filmregisseurin, Drehbuchautorin und ehemalige Schauspielerin
- Kent, Jonathan (* 1949), britischer Theater- und Opernregisseur
- Kent, Joseph (1779–1837), US-amerikanischer Politiker
- Kent, Julia, kanadische Musikerin
- Kent, Julia (* 1961), deutsche Schauspielerin
- Kent, Julie (* 1969), US-amerikanische Balletttänzerin
- Kent, Karin (* 1943), niederländische Pop- und Schlagersängerin
- Kent, Klark (* 1973), deutscher Graffiti-Künstler und Musikproduzent
- Kent, Melissa, US-amerikanische Filmeditorin
- Kent, Moss (1766–1838), US-amerikanischer Jurist und Politiker
- Kent, Muhtar (* 1952), türkisch-amerikanischer ManagerMuhtar Kent (* 1952)

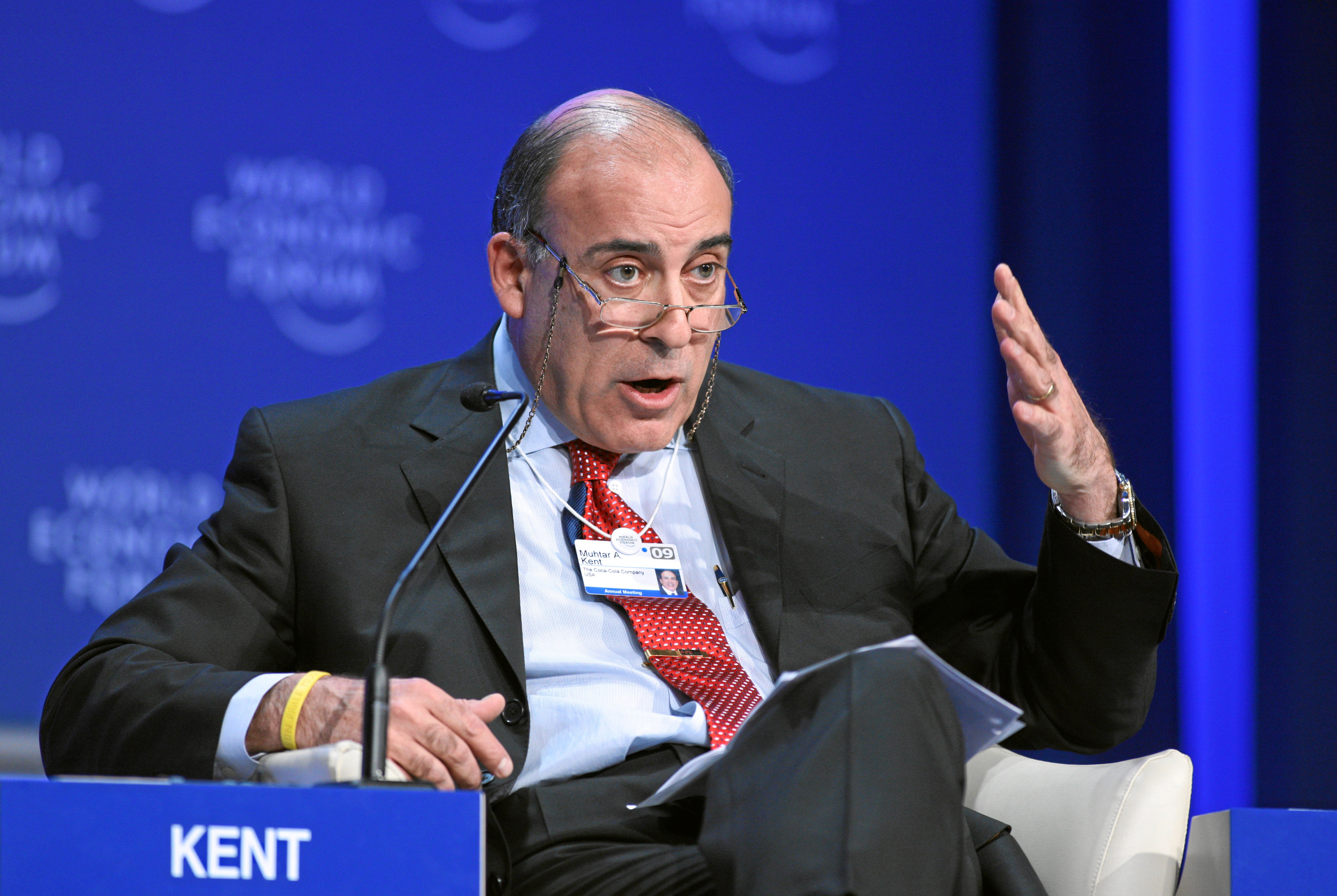
Muhtar Kent (* 1952)

- Kent, Necdet (1911–2002), türkischer Diplomat
- Kent, Oliver (* 1969), österreichischer Jazzpianist
- Kent, Paul (1930–2011), US-amerikanischer Schauspieler und künstlerischer Leiter des Melrose Theater
- Kent, Percy Edward (1913–1986), britischer Geologe
- Kent, Peter, australischer Schauspieler
- Kent, Peter (* 1948), deutscher Popsänger und Musikproduzent
- Kent, Robert Craig (1828–1905), US-amerikanischer Politiker
- Kent, Rockwell (1882–1971), US-amerikanischer Maler und Grafiker
- Kent, Roland Grubb (1877–1952), US-amerikanischer Altphilologe
- Kent, Rolfe (* 1963), britischer Filmkomponist
- Kent, Roman (1929–2021), US-amerikanischer Shoa-Überlebender
- Kent, Ryan (* 1996), englischer Fußballspieler
- Kent, Sarah (* 1990), australische Bahnradsportlerin
- Kent, Stacey (* 1968), US-amerikanische Jazz-SängerinStacey Kent (* 1968)

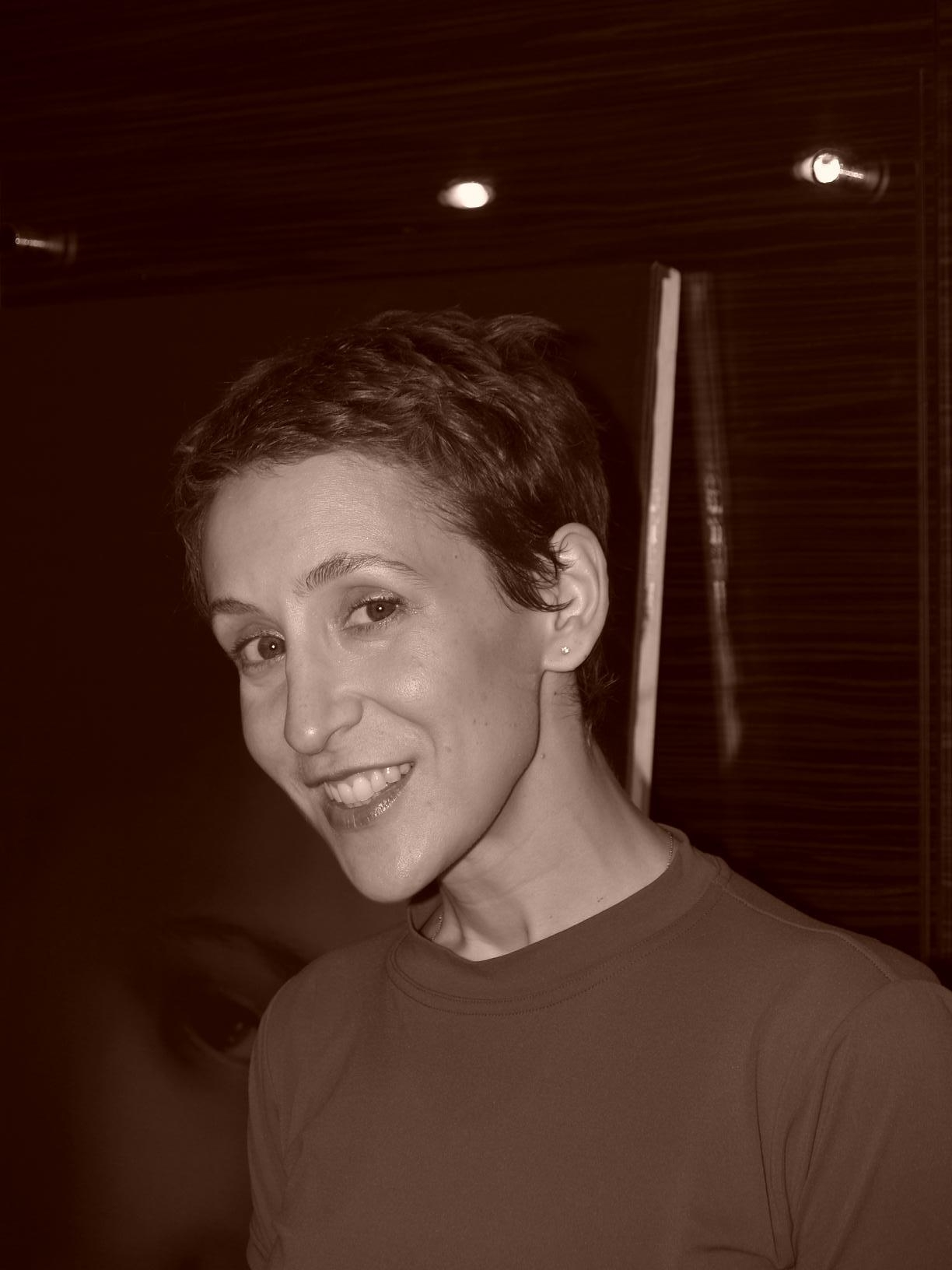
Stacey Kent (* 1968)

- Kent, Stephen (* 1945), neuseeländischer Biochemiker und Molekularbiologe
- Kent, Stephen A., kanadischer Soziologe und Religionswissenschaftler
- Kent, Susan Kingsley (* 1952), US-amerikanische Historikerin
- Kent, Ted J. (1901–1986), US-amerikanischer Filmeditor
- Kent, Thelma (1899–1946), neuseeländische Fotografin
- Kent, Thomas (1865–1916), irischer Nationalist
- Kent, Tommy (1942–2022), deutscher Schlagersänger, Schauspieler, Maler und Architekt
- Kent, Tyler (1911–1988), US-amerikanischer Botschaftsangehöriger
- Kent, Victoria (1891–1987), spanische Juristin und Exilpolitikerin während der Franco-Diktatur (1936–1977)
- Kent, Walter (1911–1994), US-amerikanischer Komponist
- Kent, William (1685–1748), englischer Architekt, Gartengestalter und Innenarchitekt
- Kent, William (1864–1928), US-amerikanischer Politiker
- Kent, Willie (1936–2006), US-amerikanischer Blues-Sänger und Bassist
- Kent-Cooke, Ralph (1937–1995), US-amerikanischer Autorennfahrer und Rennstallbesitzer
- Kenta (* 1981), japanischer Wrestler
- Kentauren-Maler, attischer Vasenmaler
- Kentenich, Gottfried (1873–1939), deutscher Historiker und Bibliothekar
- Kentenich, Heribert (* 1946), deutscher Gynäkologe und Geburtshelfer
- Kentenich, Josef (1885–1968), deutscher Pater, Gründer der internationalen Schönstatt-BewegungJosef Kentenich (1885–1968)

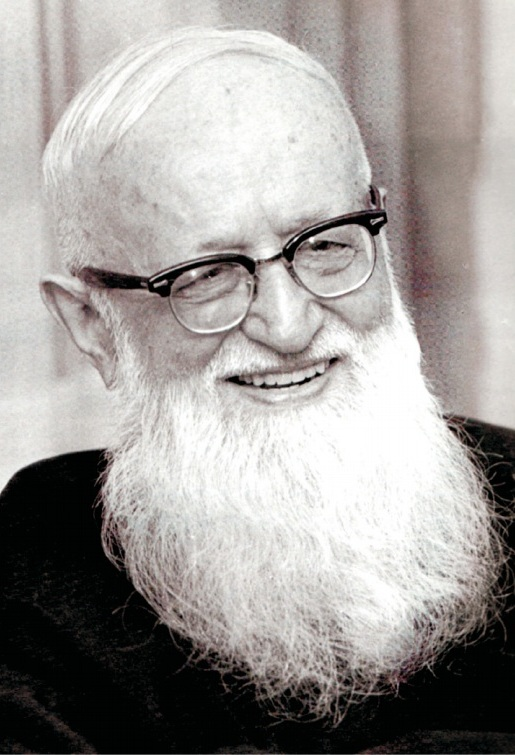
Josef Kentenich (1885–1968)

- Kentenich, Niclas (* 1988), deutscher Unternehmer und ehemaliger Automobilrennfahrer
- Kenter, Bettina (* 1951), deutsche Schauspielerin, Autorin, Synchronsprecherin, und Regisseurin
- Kenter, Heinz Dietrich (1896–1984), deutscher Theaterschauspieler und Regisseur
- Kenter, Müşfik (1932–2012), türkischer Schauspieler
- Kenter, Tommy (* 1950), dänischer Schauspieler
- Kenteris, Konstantinos (* 1973), griechischer Sprinter und Olympiasieger
- Kentfield, Edwin (1802–1873), englischer English-Billiards-Spieler
- Kentikian, Susianna (* 1987), armenisch-deutsche BoxsportlerinSusianna Kentikian (* 1987)

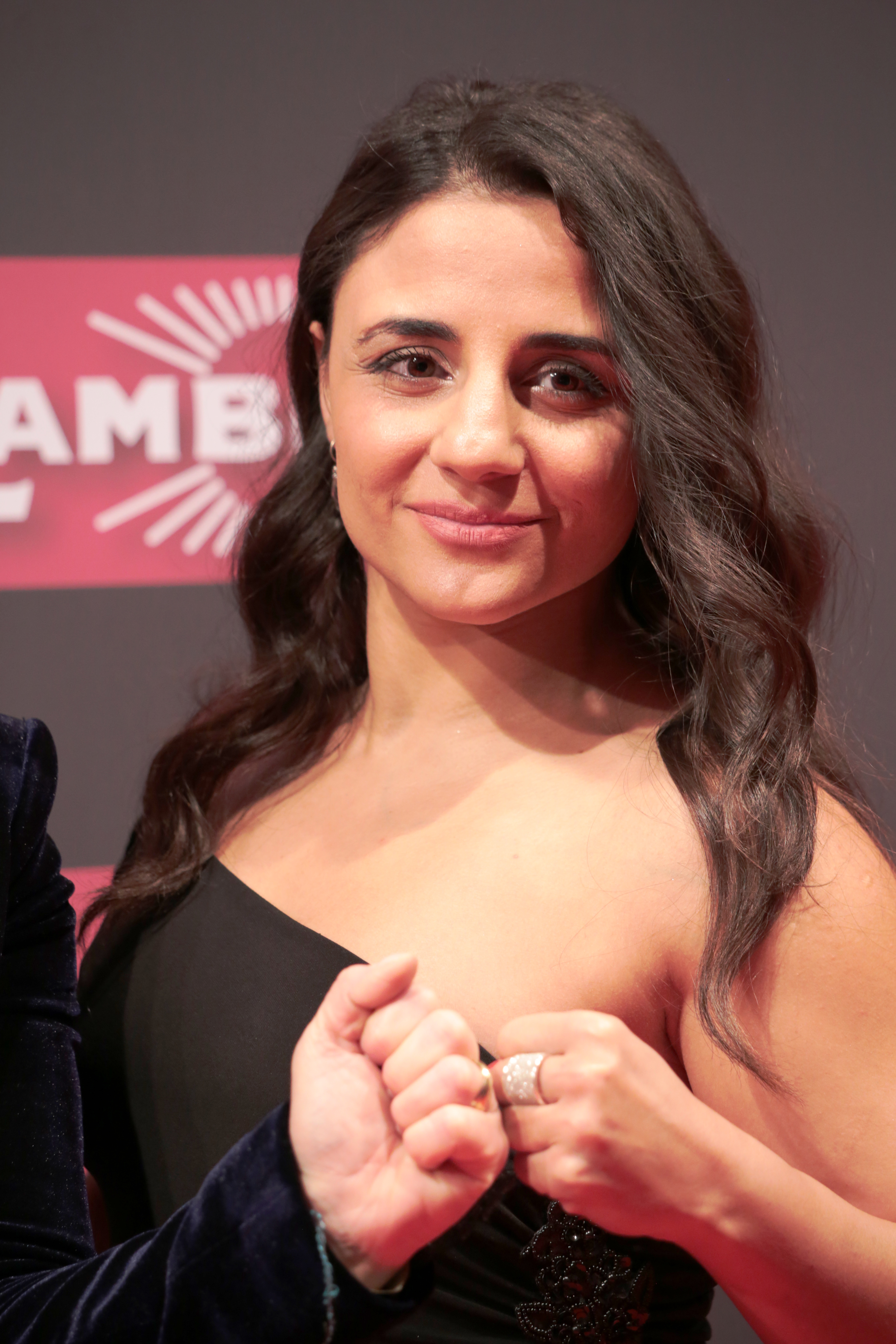
Susianna Kentikian (* 1987)

- Kentish, Oliver (* 1954), britisch-isländischer Cellist, Lehrer und Komponist
- Kentler, Helmut (1928–2008), deutscher Psychologe
- Kentman, Christoph († 1570), Dresdner Ratsherr und Bürgermeister
- Kentmann, Friedrich (1878–1953), deutsch-baltischer evangelisch-lutherischer Geistlicher
- Kentmann, Johannes (1518–1574), deutscher Mediziner und Naturforscher
- Kentmann, Wilhelm (1861–1938), deutschbaltischer Geistlicher
- Kentmann, Wilhelm (1924–2010), deutscher evangelischer Pfarrer
- Kentmann, Woldemar Friedrich (1833–1901), Pastor in Kusal und Propst von Ost-Harrien
- Kentner, Louis (1905–1987), ungarisch-britischer Pianist
- Kenton, Erle C. (1896–1980), US-amerikanischer Filmregisseur, Drehbuchautor und Schauspieler
- Kenton, Johnny, britischer Filmregisseur, Drehbuchautor und Filmproduzent
- Kenton, Simon (1755–1836), Pionier der amerikanischen Besiedlung des US-Bundesstaats Kentucky
- Kenton, Stan (1911–1979), US-amerikanischer Jazzpianist und -komponist
- Kenton, Warren (1933–2020), jüdisch-britischer Mystiker, Schriftsteller und Lehrer der Kabbalah
- Kentrat, Eitel-Friedrich (1906–1974), deutscher Marineoffizier, U-Bootkommandant im Zweiten Weltkrieg
- Kentrić, Samira (* 1976), slowenische Künstlerin, Illustratorin sowie Autorin von Graphic Novels
- Kentridge, Felicia (1930–2015), südafrikanisch-britische Juristin
- Kentridge, Sydney (* 1922), südafrikanisch-britischer Jurist
- Kentridge, William (* 1955), südafrikanischer KünstlerWilliam Kentridge (* 1955)

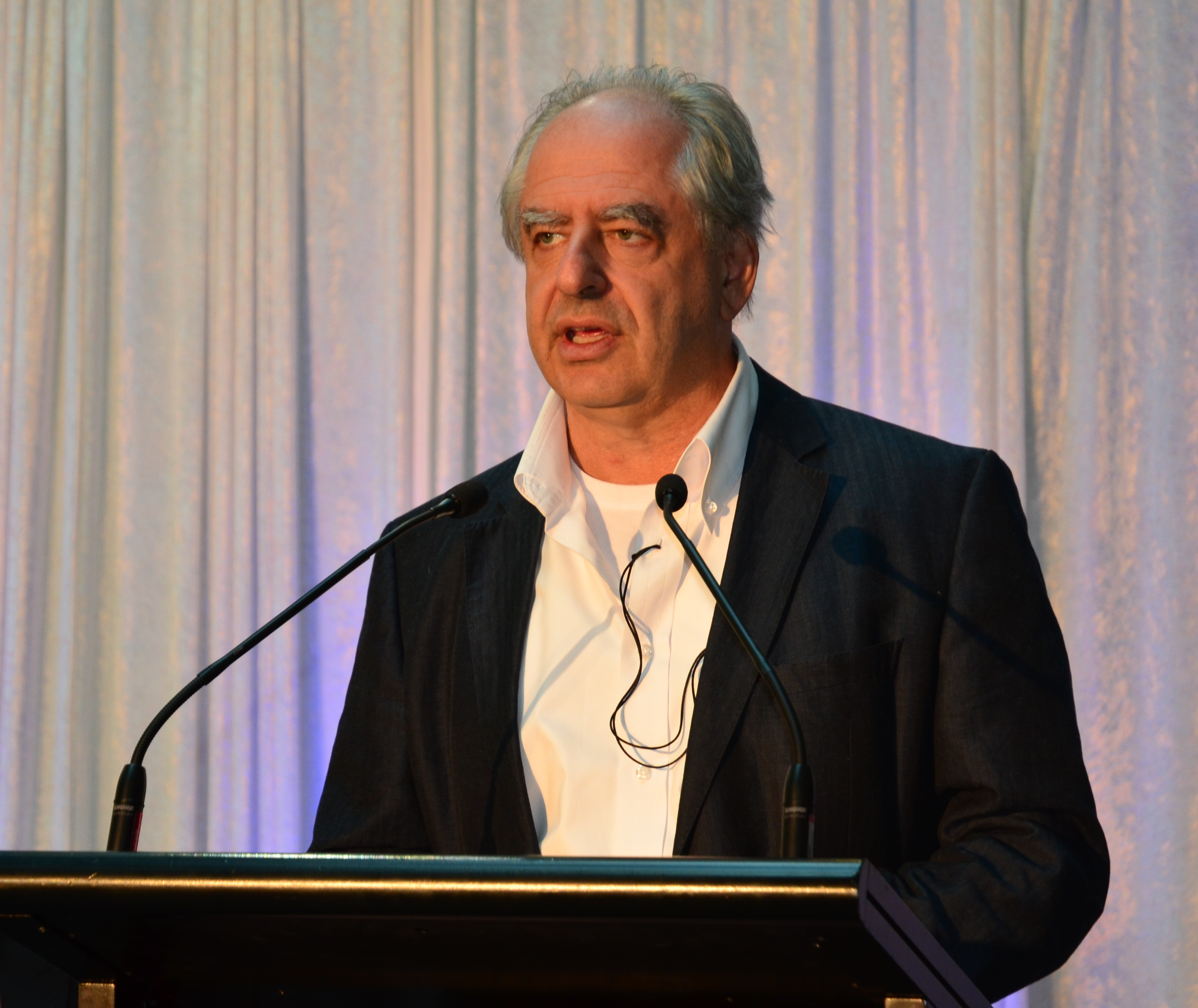
William Kentridge (* 1955)

- Kentrup, Clemens (1897–1945), deutscher NS-Wirtschaftsführer
- Kentrup, Norbert (1949–2023), deutscher Schauspieler, Theaterregisseur und Theaterleiter
- Kentsch, Roland (* 1957), deutscher Fußballfunktionär
- Kentschke, Gerhard (* 1942), deutscher Fußballspieler
- Kenttä, Eino (1906–1952), finnischer Diskuswerfer
- Kenty, Hilmer (* 1955), US-amerikanischer Boxer
- Kentzler, Otto (1941–2019), deutscher Unternehmer

### Kenw
- Kenworthy, Amelia (* 1998), britische Schauspielerin
- Kenworthy, David, 11. Baron Strabolgi (1914–2010), britischer Politiker
- Kenworthy, Duncan (* 1949), britischer Film- und Fernsehproduzent
- Kenworthy, Gus (* 1991), US-amerikanischer Freestyle-Skisportler und Schauspieler
- Kenworthy, N. Paul (1925–2010), amerikanischer Kameramann
- Kenwright, Bill (1945–2023), britischer Schauspieler

### Keny
- Kenyatta, Jomo († 1978), kenianischer Politiker, Ministerpräsident KeniasJomo Kenyatta († 1978)

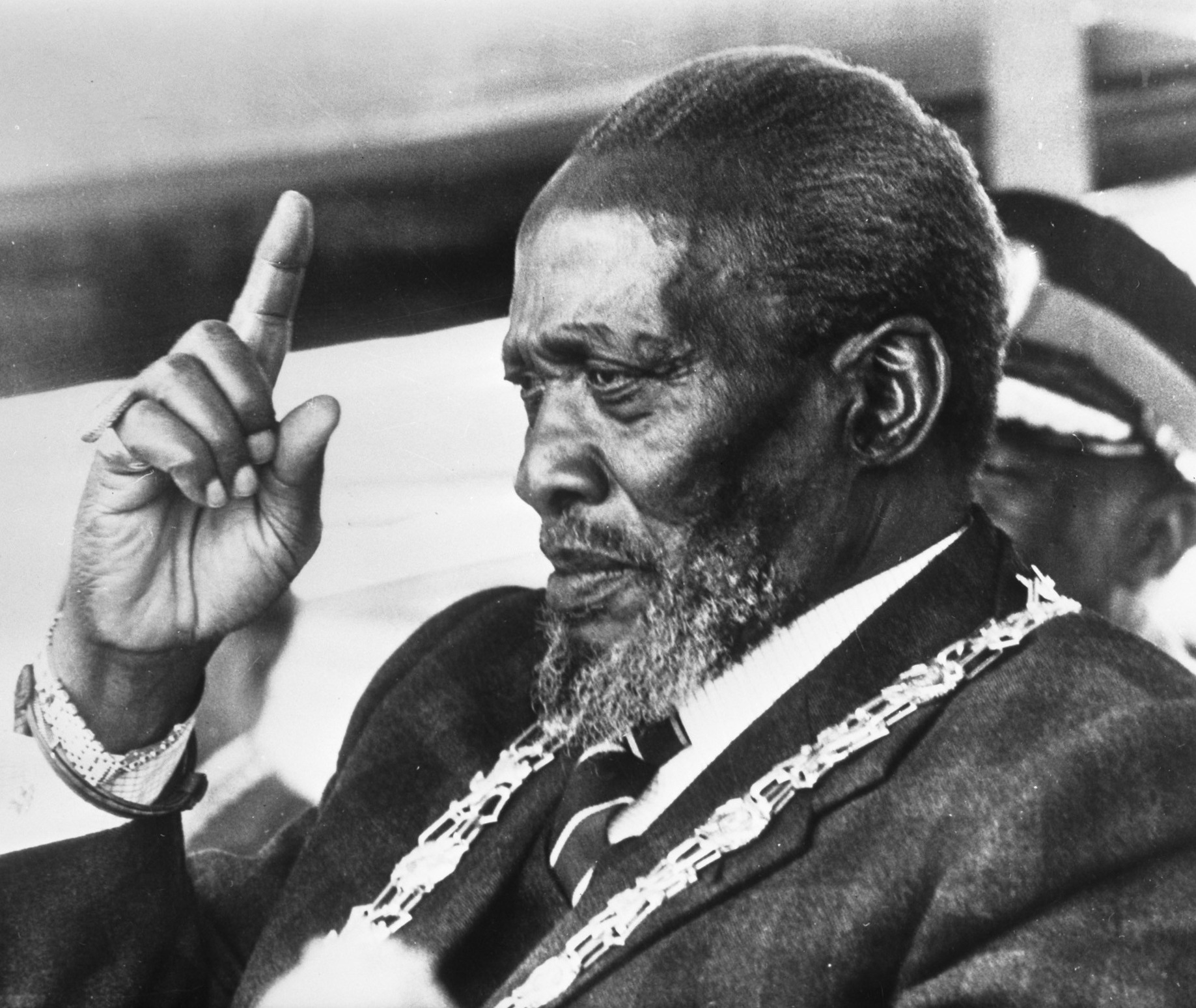
Jomo Kenyatta († 1978)

- Kenyatta, Kamau (* 1955), amerikanischer Jazzmusiker (Piano, Saxophon, Komposition)
- Kenyatta, Margaret (* 1964), kenianische First Lady
- Kenyatta, Margaret Wambui (1928–2017), kenianische Aktivistin und Politikerin
- Kenyatta, Ngina (* 1933), kenianische Politikerfrau, Gattin des Präsidenten Kenias Jomo Kenyatta
- Kenyatta, Robin (1942–2004), US-amerikanischer Jazzmusiker (Saxophonist, Flötist)
- Kenyatta, Uhuru (* 1961), kenianischer Politiker
- Kenyatta-Pratt, Kristina Wambui (* 1952), kenianische Sonderpädagogin
- Kenyeres, József (* 1955), ungarischer Handballspieler und -trainer
- Kenyéry, Alajos (1894–1955), ungarischer Schwimmer
- Kenyi, Santino (* 1993), südsudanesischer Mittelstreckenläufer
- Kenyon, Carol (* 1959), britische SängerinCarol Kenyon (* 1959)

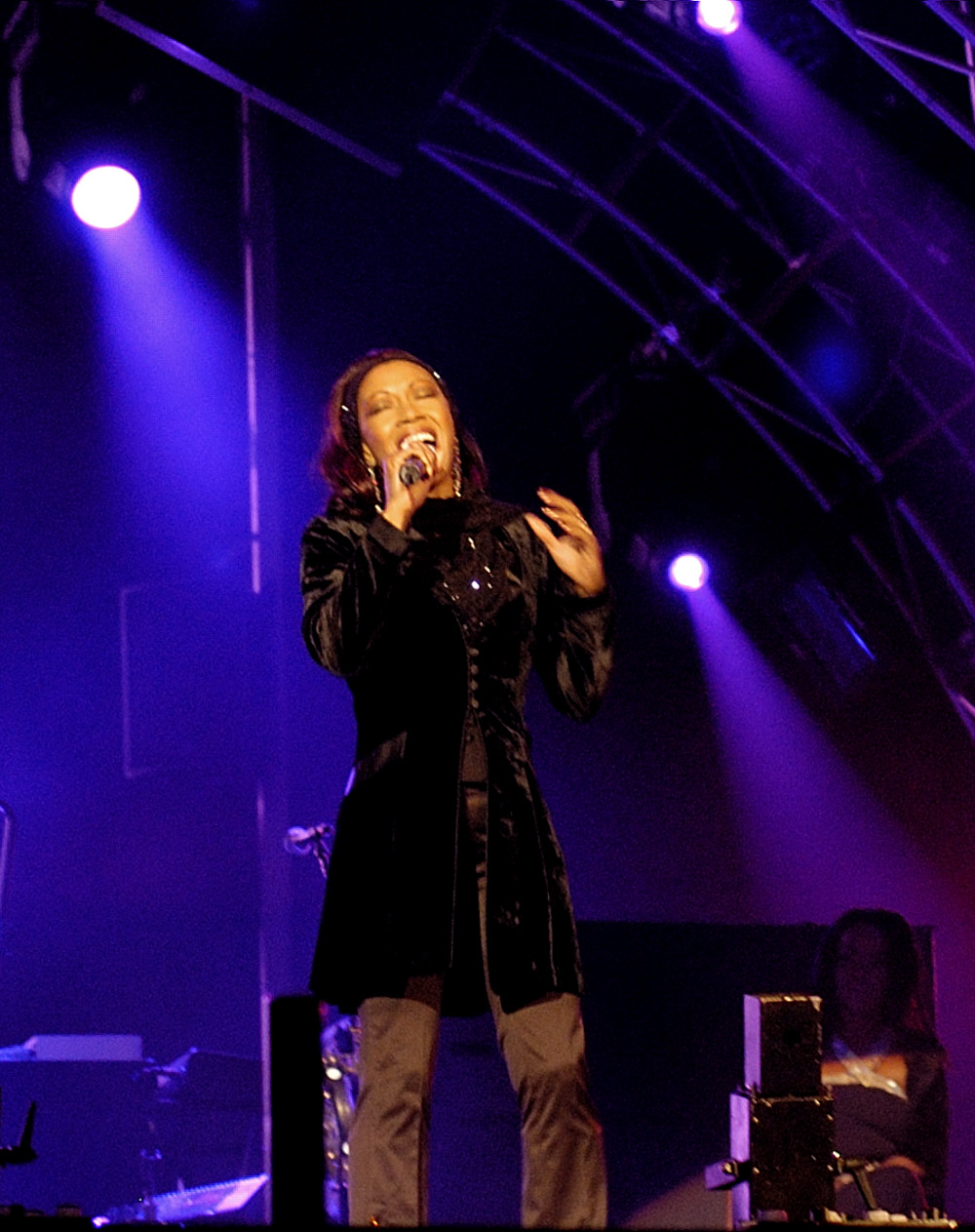
Carol Kenyon (* 1959)

- Kenyon, Cynthia (* 1954), US-amerikanische Molekularbiologin
- Kenyon, David, britischer Militärhistoriker und Neuzeitarchäologe
- Kenyon, Doris (1897–1979), US-amerikanische Film- und Theaterschauspielerin, Schlagersängerin und Lyrikerin
- Kenyon, Dorothy (1888–1972), US-amerikanische Juristin und Frauenrechtsaktivistin
- Kenyon, Essek William (1867–1948), US-amerikanischer evangelikaler Pastor und Autor
- Kenyon, Frederic G. (1863–1952), britischer Historiker und Paläograph
- Kenyon, John Philipps (1927–1996), britischer Historiker
- Kenyon, John Samuel (1874–1959), US-amerikanischer Linguist
- Kenyon, Kathleen (1906–1978), britische Archäologin
- Kenyon, Michael (1931–2005), britischer Krimiautor von mehr als 20 humorvollen Kriminalromanen
- Kenyon, Phil (* 1956), englischer Squashspieler
- Kenyon, Richard (* 1964), US-amerikanischer Mathematiker
- Kenyon, Roger (* 1949), englischer Fußballspieler
- Kenyon, Sandy (1922–2010), US-amerikanischer Schauspieler, Regisseur und Synchronsprecher
- Kenyon, Sherrilyn (* 1965), US-amerikanische Autorin
- Kenyon, Steve (* 1951), britischer Langstreckenläufer
- Kenyon, William Scheuneman (1820–1896), US-amerikanischer Jurist und Politiker
- Kenyon, William Squire (1869–1933), US-amerikanischer Politiker und Jurist
- Kenyon-Slaney, William (1847–1908), englischer Fußballspieler

### Kenz
- Kenzari, Marwan (* 1983), niederländisch-tunesischer SchauspielerMarwan Kenzari (* 1983)

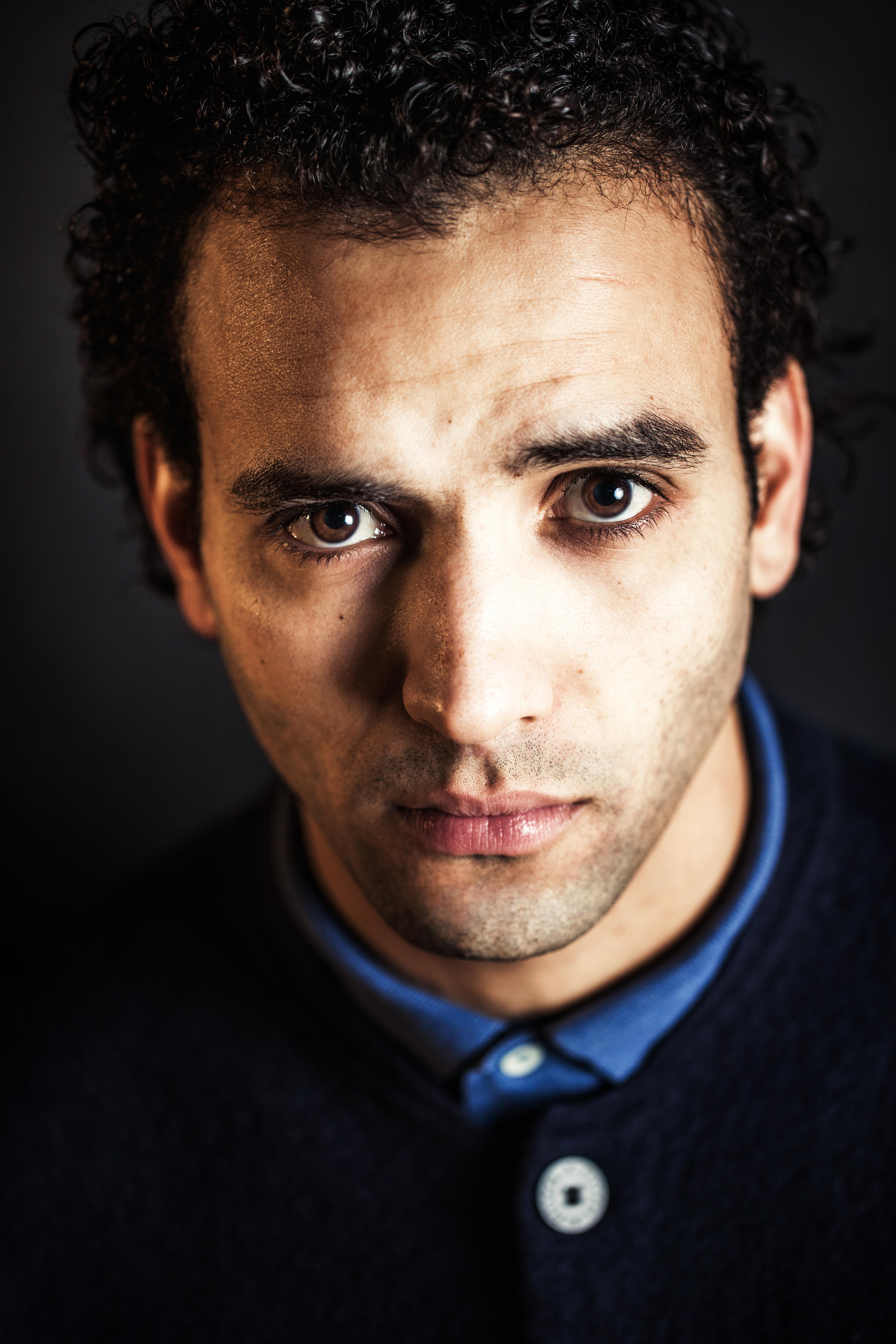
Marwan Kenzari (* 1983)

- Kenzel, Alina (* 1997), deutsche Leichtathletin
- Kenzelmann, Peter (* 1970), deutscher Autor, Verleger, Coach und Trainer
- Kenzian von Kenzianshausen, Rudolf (1854–1927), kaiserlich österreichischer Offizier
- Kenzie, Phil, britischer Saxophonist
- Kenzler, Carl (1872–1947), deutscher Landschafts- und Marinemaler
- Kenzler, Evelyn (* 1962), deutsche Politikerin (SED; PDS), MdB
- Kenzler, Georg (1884–1959), deutscher Politiker (SPD, USPD, KPD), MdR
- Kenzler, Hauke (* 1969), deutscher Mittelalterarchäologe
- Kenzō (450–487), 23. Tennō von Japan (485–487)